# Orlen Liga (2014/2015)
Orlen Liga 2014/2015 – organizowane przez Profesjonalną Ligę Piłki Siatkowej SA (PLPS SA) zmagania najwyższej w hierarchii klasy żeńskich ligowych rozgrywek siatkarskich w Polsce, będących jednocześnie najwyższym szczeblem centralnym (I poziom ligowy). Toczone systemem kołowym z fazą play-off na zakończenie sezonu i przeznaczone dla 12 najlepszych polskich klubów piłki siatkowej. 79. edycja rozgrywek o tytuł Mistrzyń Polski, po raz 10. prowadzona w formie ligi zawodowej.
Od sezonu 2014/2015 Orlen Liga została powiększona do 12 zespołów i stała się tzw. "ligą zamkniętą", bowiem licencja na grę w jej ramach związana była wyłącznie z kwestiami organizacyjno-finansowymi, a nie sportowymi (żadna z drużyn nie została relegowana do I ligi).
Tytuł mistrzowski obronił Chemik Police.

## Drużyny uczestniczące
| \| \| Uczestnicy poprzedniej edycji \| \| \| \| --------------------------------------------------------------------------------------------------------------------------------------------------------------------------------- \| ---------------------------------------- \| -- \| --- \| \| POL \| KPS Chemik Police \| 1 \| LM \| \| WRO \| Impel Wrocław \| 2 \| LM \| \| SOP \| Atom Trefl Sopot \| 3 \| CEV \| \| DĄB \| Tauron Banimex MKS Dąbrowa Górnicza \| 4 \| CEV \| \| BIE \| BKS Aluprof Bielsko-Biała \| 5 \| PCh \| \| MUS \| Polski Cukier Muszynianka Fakro Bank BPS \| 6 \| \| \| ŁÓD \| Beef Master Budowlani Łódź \| 7 \| \| \| LEG \| Siódemka SK bank Legionovia \| 8 \| \| \| PIŁ \| PGNiG Nafta Piła \| 9 \| \| \| BYD \| KS Pałac Bydgoszcz \| 10 \| \| \| \| Awans z I ligi \| \| \| \| OST \| AZS KSZO Ostrowiec Świętokrzyski \| 1 \| \| \| RZE \| KS Developres Rzeszów \| 3 \| \| \| Oznaczenia: - kolumna pierwsza – skróty nazw drużyn wpisane na mapie (jeśli ta została zamieszczona), - kolumna trzecia – miejsce zajęte przez daną drużynę w poprzednim sezonie. \| \| \| \| | POLWROSOPDĄBBIEMUSŁÓDLEGPIŁBYDOSTRZE Lokalizacja klubów |    |     |
| | Uczestnicy poprzedniej edycji                           |    |     |
| POL | KPS Chemik Police                                       | 1  | LM  |
| WRO | Impel Wrocław                                           | 2  | LM  |
| SOP | Atom Trefl Sopot                                        | 3  | CEV |
| DĄB | Tauron Banimex MKS Dąbrowa Górnicza                     | 4  | CEV |
| BIE | BKS Aluprof Bielsko-Biała                               | 5  | PCh |
| MUS | Polski Cukier Muszynianka Fakro Bank BPS                | 6  |     |
| ŁÓD | Beef Master Budowlani Łódź                              | 7  |     |
| LEG | Siódemka SK bank Legionovia                             | 8  |     |
| PIŁ | PGNiG Nafta Piła                                        | 9  |     |
| BYD | KS Pałac Bydgoszcz                                      | 10 |     |
| | Awans z I ligi                                          |    |     |
| OST | AZS KSZO Ostrowiec Świętokrzyski                        | 1  |     |
| RZE | KS Developres Rzeszów                                   | 3  |     |
| Oznaczenia: - kolumna pierwsza – skróty nazw drużyn wpisane na mapie (jeśli ta została zamieszczona), - kolumna trzecia – miejsce zajęte przez daną drużynę w poprzednim sezonie. |                                                         |    |     |

## Hale sportowe
| Klub                                     | Hala sportowa                           | Liczba miejsc siedzących |
| ---------------------------------------- | --------------------------------------- | ------------------------ |
| Atom Trefl Sopot                         | Ergo Arena                              | 11200                    |
| Atom Trefl Sopot                         | Hala Stulecia Sopotu                    | 2000                     |
| Polski Cukier Muszynianka Fakro Bank BPS | Hala sportowa Muszyna                   | 1200                     |
| Tauron Banimex MKS Dąbrowa Górnicza      | Hala Centrum                            | 2944                     |
| BKS Aluprof Bielsko-Biała                | Hala Widowiskowo-Sportowa               | 3000                     |
| Impel Wrocław                            | Hala Orbita                             | 3000                     |
| Budowlani Łódź                           | Atlas Arena                             | 12109                    |
| KS Pałac Bydgoszcz                       | Hala Łuczniczka                         | 6082                     |
| PGNiG Nafta Piła                         | Hala Sportowo-Widowiskowa MOSiR         | 1500                     |
| PSPS Chemik Police                       | Hala sportowa im. Ignacego Łukasiewicza | 1100                     |
| PSPS Chemik Police                       | Arena Azoty                             | 5403                     |
| Siódemka SK bank Legionovia              | Arena Legionowo                         | 1988                     |
| AZS KSZO Ostrowiec Świętokrzyski         | Hala sportowo-widowiskowa KSZO          | 3794                     |
| KS Developres Rzeszów                    | Hala Podpromie                          | 4300                     |

## Rozgrywki

### Faza zasadnicza

#### Tabela wyników
| Gospodarz \ Gość1            | POL | SOP | MUS | WRO | BIE | DĄB | ŁÓD | OST | LEG | RZE | PIŁ | BYD |
| ---------------------------- | --- | --- | --- | --- | --- | --- | --- | --- | --- | --- | --- | --- |
| PSPS Chemik Police           | -   | 3:0 | 3:0 | 3:0 | 3:2 | 3:0 | 3:2 | 3:0 | 3:0 | 3:1 | 3:0 | 3:0 |
| Trefl Sopot                  | 2:3 | -   | 0:3 | 3:0 | 3:0 | 3:1 | 3:0 | 3:1 | 3:1 | 3:0 | 3:0 | 3:1 |
| Muszynianka Muszyna          | 0:3 | 1:3 | -   | 3:1 | 3:1 | 3:0 | 3:1 | 3:0 | 3:1 | 3:1 | 3:1 | 3:0 |
| Impel Wrocław                | 0:3 | 2:3 | 3:1 | -   | 3:2 | 3:1 | 3:1 | 3:0 | 3:2 | 3:1 | 3:0 | 3:1 |
| BKS Aluprof Bielsko-Biała    | 0:3 | 2:3 | 3:2 | 0:3 | -   | 3:1 | 1:3 | 3:0 | 3:1 | 3:0 | 3:1 | 3:1 |
| MKS Dąbrowa Górnicza         | 3:2 | 0:3 | 2:3 | 1:3 | 3:2 | -   | 3:1 | 3:0 | 3:1 | 3:0 | 3:0 | 3:0 |
| Budowlani Łódź               | 2:3 | 0:3 | 2:3 | 3:2 | 2:3 | 3:2 | -   | 3:0 | 2:3 | 3:0 | 3:1 | 3:0 |
| KSZO Ostrowiec Świętokrzyski | 0:3 | 0:3 | 0:3 | 0:3 | 1:3 | 1:3 | 2:3 | -   | 3:1 | 3:1 | 3:0 | 3:0 |
| Legionovia Legionowo         | 0:3 | 2:3 | 1:3 | 1:3 | 2:3 | 2:3 | 3:0 | 0:3 | -   | 3:0 | 3:1 | 3:0 |
| KS Developres Rzeszów        | 1:3 | 1:3 | 1:3 | 0:3 | 1:3 | 1:3 | 2:3 | 3:1 | 3:0 | -   | 0:3 | 3:2 |
| PTPS Piła                    | 0:3 | 0:3 | 0:3 | 1:3 | 1:3 | 0:3 | 2:3 | 1:3 | 0:3 | 0:3 | -   | 3:1 |
| KS Pałac Bydgoszcz           | 0:3 | 0:3 | 1:3 | 0:3 | 0:3 | 1:3 | 2:3 | 0:3 | 3:2 | 0:3 | 1:3 | -   |

Aktualizacja do dnia 23 lutego 2015
Źródło: siatka.org (pol.)
1 Drużyna gospodarzy jest wymieniona po lewej stronie tabeli.
Kolory:
  zwycięstwo gospodarzy 3:0 lub 3:1
  zwycięstwo gospodarzy 3:2
  zwycięstwo gości 3:0 lub 3:1
  zwycięstwo gości 3:2

#### Terminarz i wyniki
| Data        | Godz. | Gospodarz                                | Rezultat                                 | Gość                                     | Widzów | MVP                         |
| ----------- | ----- | ---------------------------------------- | ---------------------------------------- | ---------------------------------------- | ------ | --------------------------- |
| 1. kolejka  |       |                                          |                                          |                                          |        |                             |
| 03.10.2014  | 18:00 | KS Developres Rzeszów                    | 1:3 (16:25, 24:26, 25:23, 10:25)         | KPS Chemik Police                        | 1000   | Agnieszka Bednarek-Kasza    |
| 04.11.2014  | 18:00 | BKS Aluprof Bielsko-Biała                | 3:1 (25:21, 28:26, 19:25, 25:9)          | SK bank Legionovia Legionowo             | 350    | Aleksandra Trojan           |
| 05.10.2014  | 14:45 | AZS KSZO Ostrowiec Świętokrzyski         | 0:3 (26:28, 22:25, 17:25)                | PGE Atom Trefl Sopot                     | 1600   | Magdalena Damaske           |
| 05.10.2014  | 17:00 | Impel Wrocław                            | 3:1 (22:25, 25:11, 25:20, 25:17)         | KS Pałac Bydgoszcz                       | 1900   | Denise Hanke                |
| 05.11.2014  | 18:00 | Polski Cukier Muszynianka Muszyna        | 3:1 (25:18, 25:23, 17:25, 25:22)         | Beef Master Budowlani Łódź               | 600    | Ivana Plchotová             |
| 06.10.2014  | 17:00 | Tauron Banimex MKS Dąbrowa Górnicza      | 3:0 (25:13, 25:16, 25:18)                | PGNiG Nafta Piła                         | 1500   | Gina Mancuso                |
| 2. kolejka  |       |                                          |                                          |                                          |        |                             |
| 10.10.2014  | 17:00 | KS Developres Rzeszów                    | 2:3 (21:25, 18:25, 25:22, 25:20, 9:15)   | Beef Master Budowlani Łódź               | 750    | Ewelina Sieczka             |
| 11.10.2014  | 16:00 | KS Pałac Bydgoszcz                       | 0:3 (18:25, 22:25, 21:25)                | PGE Atom Trefl Sopot                     | 850    | Anna Miros                  |
| 11.10.2014  | 17:00 | AZS KSZO Ostrowiec Świętokrzyski         | 1:3 (25:19, 22:25, 21:25, 18:25)         | Tauron Banimex MKS Dąbrowa Górnicza      | 1239   | Katarzyna Konieczna         |
| 12.10.2014  | 14:45 | SK bank Legionovia Legionowo             | 1:3 (25:9, 18:25, 22:25, 23:25)          | Polski Cukier Muszynianka Muszyna        | 1800   | Danica Radenković           |
| 13.10.2014  | 17:00 | PGNiG Nafta Piła                         | 1:3 ( 16:25, 25:20, 17:25, 11:25)        | BKS Aluprof Bielsko-Biała                | 900    | Helena Horká                |
| 05.11.2014  | 18:00 | KPS Chemik Police                        | 3:0 (25:17, 25:17, 25:23)                | Impel Wrocław                            | 2500   | Małgorzata Glinka-Mogentale |
| 3. kolejka  |       |                                          |                                          |                                          |        |                             |
| 16.10.2014  | 18:00 | Beef Master Budowlani Łódź               | 2:3 (25:21, 27:25, 21:25, 16:25, 6:15)   | SK bank Legionovia Legionowo             | 2100   | Jaimie Thibeault            |
| 17.10.2014  | 18:00 | Tauron Banimex MKS Dąbrowa Górnicza      | 3:0 (25:16, 25:14, 25:17)                | KS Pałac Bydgoszcz                       | 1300   | Katarzyna Konieczna         |
| 18.10.2014  | 17:00 | Polski Cukier Muszynianka Muszyna        | 3:1 (21:25, 25:9, 25:16, 25:19)          | PGNiG Nafta Piła                         | 700    | Sylwia Wojcieska            |
| 18.10.2014  | 17:00 | Impel Wrocław                            | 3:1 (25:19, 22:25, 25:19, 26:24)         | KS Developres Rzeszów                    | 700    | Monika Ptak                 |
| 18.10.2014  | 19:00 | BKS Aluprof Bielsko-Biała                | 3:0 (25:15, 25:14, 25:20)                | AZS KSZO Ostrowiec Świętokrzyski         | 950    | Mariola Wojtowicz           |
| 20.10.2014  | 18:00 | PGE Atom Trefl Sopot                     | 2:3 (25:20, 25:17, 20:25, 25:27, 11:15)  | KPS Chemik Police                        | 2700   | Maja Ognjenović             |
| 4. kolejka  |       |                                          |                                          |                                          |        |                             |
| 23.10.2014  | 18:00 | KS Developres Rzeszów                    | 3:0 (25:23, 25:21, 25:22)                | SK bank Legionovia Legionowo             | 1000   | Magda Jagodzińska           |
| 24.10.2014  | 18:00 | Impel Wrocław                            | 2:3 ( 23:25, 31:29, 20:25, 25:23, 11:15) | PGE Atom Trefl Sopot                     | 1000   | Agata Durajczyk             |
| 25.10.2014  | 17:00 | AZS KSZO Ostrowiec Świętokrzyski         | 0:3 (24:26, 17:25, 17:25)                | Polski Cukier Muszynianka Muszyna        | 1190   | Paulina Maj                 |
| 25.10.2014  | 18:00 | KS Pałac Bydgoszcz                       | 0:3 ( (22:25, 20:25, 21:25)              | BKS Aluprof Bielsko-Biała                | 750    | Aleksandra Trojan           |
| 25.10.2014  | 18:00 | PGNiG Nafta Piła                         | 2:3 (19:25, 25:21,19:25, 25:21, 10:15)   | Beef Master Budowlani Łódź               | 1100   | Sanja Popović               |
| 27.10.2014  | 18:00 | KPS Chemik Police                        | 3:0 (25:19, 25:16, 25:22)                | Tauron Banimex MKS Dąbrowa Górnicza      | 2700   | Ana Bjelica                 |
| 5. kolejka  |       |                                          |                                          |                                          |        |                             |
| 29.10.2014  | 18:00 | PGE Atom Trefl Sopot                     | 3:0 (25:23, 25:18, 25:20)                | KS Developres Rzeszów                    | 1100   | Brittnee Cooper             |
| 29.10.2014  | 18:00 | Polski Cukier Muszynianka Muszyna        | 3:1 (25:20, 28:30, 25:11, 25:21)         | KS Pałac Bydgoszcz                       | 550    | Sylwia Wojcieska            |
| 29.10.2014  | 18:30 | AZS KSZO Ostrowiec Świętokrzyski         | 2:3 (29:27, 27:29, 16:25, 26:24, 10:15)  | Beef Master Budowlani Łódź               | 780    | Natalia Skrzypkowska        |
| 29.10.2014  | 19:00 | SK bank Legionovia Legionowo             | 3:1 ( 25:17, 27:25, 20:25, 25:18)        | PGNiG Nafta Piła                         | 1300   | Magdalena Piątek            |
| 30.10.2014  | 18:00 | BKS Aluprof Bielsko-Biała                | 0:3 ( 17:25, 18:25, 23:25)               | KPS Chemik Police                        | 1100   | Agnieszka Bednarek-Kasza    |
| 31.10.2014  | 17:00 | Tauron Banimex MKS Dąbrowa Górnicza      | 1:3 ( 21:25, 25:20, 18:25, 15:25)        | Impel Wrocław                            | 1600   | Mira Topić                  |
| 6. kolejka  |       |                                          |                                          |                                          |        |                             |
| 08.11.2014  | 17:00 | KS Developres Rzeszów                    | 0:3 ( 21:25, 21:25, 19:25)               | PGNiG Nafta Piła                         | 600    | Katarzyna Nadziałek         |
| 08.11.2014  | 17:00 | KS Pałac Bydgoszcz                       | 2:3 (25:21, 9:25, 25:23, 12:25, 6:15)    | Beef Master Budowlani Łódź               | 1050   | Sanja Popović               |
| 08.11.2014  | 17:00 | Impel Wrocław                            | 3:2 (14:25, 25:19, 22:25, 25:18, 23:21)  | BKS Aluprof Bielsko-Biała                | 2000   | Agata Sawicka               |
| 08.11.2014  | 18:00 | KPS Chemik Police                        | 3:0 (25:19,25:17, 25:23)                 | Polski Cukier Muszynianka Muszyna        | 2700   | Anna Werblińska             |
| 09.11.2014  | 14:45 | PGE Atom Trefl Sopot                     | 3:1 (25:16, 27:25, 25:22, 25:17)         | Tauron Banimex MKS Dąbrowa Górnicza      | 1200   | Zuzanna Efimienko           |
| 10.11.2014  | 18:00 | AZS KSZO Ostrowiec Świętokrzyski         | 3:1 (25:20, 25:14, 18:25, 25:19)         | SK bank Legionovia Legionowo             | 1400   | Marta Wójcik                |
| 7. kolejka  |       |                                          |                                          |                                          |        |                             |
| 14.11.2014  | 18:00 | Siódemka SK bank Legionovia              | 3:0 (25:11, 25:20, 25:23)                | KS Pałac Bydgoszcz                       | 1050   | Daria Paszek                |
| 15.11.2014  | 17:00 | Tauron Banimex MKS Dąbrowa Górnicza      | 3:0 (25:21, 21:16, 25:21)                | KS Developres Rzeszów                    | 1500   | Jekaterina Zakrewskaja      |
| 15.11.2014  | 18:00 | BKS Aluprof Bielsko-Biała                | 2:3 (16:25, 25:21, 25:19, 24:26, 6:15)   | Atom Trefl Sopot                         | 1200   | Katarzyna Zaroślińska       |
| 15.11.2014  | 18:00 | Beef Master Budowlani Łódź               | 2:3 (21:25, 23:25, 25:22, 25:19, 9:15)   | KPS Chemik Police                        | 3800   | Maja Ognjenović             |
| 15.11.2014  | 18:00 | PGNiG Nafta Piła                         | 1:3 (21:25, 17:25, 25:18, 17:25)         | AZS KSZO Ostrowiec Świętokrzyski         | 1220   | Marta Wójcik                |
| 17.11.2014  | 18:00 | Polski Cukier Muszynianka Muszyna        | 3:1 (18:25, 25:18, 26:24, 25:21)         | Impel Wrocław                            | 750    | Katie Carter                |
| 8. kolejka  |       |                                          |                                          |                                          |        |                             |
| 20.11.2014  | 18:00 | KS Pałac Bydgoszcz                       | 1:3 (25:23, 22:25, 21:25, 20:25)         | PGNiG Nafta Piła                         | 800    | Marija Milović              |
| 20.11.2014  | 18:00 | Impel Wrocław                            | 3:1 (25:15, 20:25, 25:13, 25:18)         | Beef Master Budowlani Łódź               | 900    | Joanna Kaczor               |
| 22.11.2014  | 17:00 | Atom Trefl Sopot                         | 0:3 (22:25, 13:25, 16:25)                | Polski Cukier Muszynianka Muszyna        | 1090   | Danica Radenković           |
| 22.11.2014  | 18:00 | KPS Chemik Police                        | 3:0 (25:21, 25:7, 25:18)                 | Siódemka SK bank Legionovia              | 2000   | Stefana Veljković           |
| 23.11.2014  | 14:45 | Tauron Banimex MKS Dąbrowa Górnicza      | 3:2 (25:19, 13:25, 17:25, 25:15, 15:9)   | BKS Aluprof Bielsko-Biała                | 2200   | Jekaterina Zakrewskaja      |
| 24.11.2014  | 18:00 | KS Developres Rzeszów                    | 3:1 (20:25, 25:20, 25:13, 25:22)         | AZS KSZO Ostrowiec Świętokrzyski         | 1000   | Paula Szeremeta             |
| 9. kolejka  |       |                                          |                                          |                                          |        |                             |
| 29.11.2014  | 14:45 | Polski Cukier Muszynianka Fakro Bank BPS | 3:0 (25:23, 25:21, 25:16)                | Tauron Banimex MKS Dąbrowa Górnicza      | 950    | Karolina Różycka            |
| 29.11.2014  | 17:00 | AZS KSZO Ostrowiec Świętokrzyski         | 3:0 (25:18, 25:13, 26:24)                | KS Pałac Bydgoszcz                       | 918    | Marta Wójcik                |
| 29.11.2014  | 18:00 | Siódemka SK bank Legionovia              | 1:3 (18:25, 21:25, 25:22, 23:25)         | Impel Wrocław                            | 1100   | Agata Sawicka               |
| 29.11.2014  | 18:00 | PGNiG Nafta Piła                         | 0:3 (17:25, 17:25, 8:25)                 | KPS Chemik Police                        | 1100   | Sanja Malagurski            |
| 30.11.2014  | 18:00 | BKS Aluprof Bielsko-Biała                | 3:0 (25:22, 25:17, 25:21)                | KS Developres Rzeszów                    | 550    | Mariola Wojtowicz           |
| 01.12.2014  | 18:00 | Beef Master Budowlani Łódź               | 0:3 (20:25, 21:25, 24:26)                | Atom Trefl Sopot                         | 2200   | Katarzyna Zaroślińska       |
| 10. kolejka |       |                                          |                                          |                                          |        |                             |
| 05.12.2014  | 18:00 | Impel Wrocław                            | 3:0 (25:16, 25:23, 25:9)                 | PGNiG Nafta Piła                         | 1800   | Hana Čutura                 |
| 05.12.2014  | 18:00 | KPS Chemik Police                        | 3:0 (25:13, 25:15, 25:17)                | AZS KSZO Ostrowiec Świętokrzyski         | 700    | Agnieszka Bednarek-Kasza    |
| 05.12.2014  | 18:00 | KS Developres Rzeszów                    | 3:2 (25:19, 24:26, 25:19, 20:25, 15:9)   | KS Pałac Bydgoszcz                       | 800    | Magdalena Hawryła           |
| 06.12.2014  | 17:00 | Atom Trefl Sopot                         | 3:1 (27:25, 25:20, 23:25, 25:15)         | Siódemka SK bank Legionovia              | 1150   | Katarzyna Zaroślińska       |
| 06.12.2014  | 17:00 | Tauron Banimex MKS Dąbrowa Górnicza      | 3:1 (18:25, 25:20, 27:25, 25:16)         | Beef Master Budowlani Łódź               | 1300   | Eleonora Dziękiewicz        |
| 07.12.2014  | 14:45 | BKS Aluprof Bielsko-Biała                | 3:2 (25:21, 23:25, 20:25, 25:18, 15:5)   | Polski Cukier Muszynianka Fakro Bank BPS | 1200   | Natalia Bamber-Laskowska    |
| 11. kolejka |       |                                          |                                          |                                          |        |                             |
| 13.12.2014  | 17:00 | Polski Cukier Muszynianka Fakro Bank BPS | 3:0 (25:21, 25:19, 25:18)                | KS Developres Rzeszów                    | 500    | Paulina Maj                 |
| 13.12.2014  | 18:00 | Siódemka SK bank Legionovia              | 2:3 (22:25, 24:26, 25:21, 25:23, 12:15)  | Tauron Banimex MKS Dąbrowa Górnicza      | 1300   | Katarzyna Konieczna         |
| 14.12.2014  | 14:45 | Beef Master Budowlani Łódź               | 2:3 (25:21, 18:25, 25:12, 27:29, 13:15)  | BKS Aluprof Bielsko-Biała                | 1350   | Natalia Bamber-Laskowska    |
| 14.12.2014  | 17:00 | KS Pałac Bydgoszcz                       | 0:3 (12:25, 11:25, 20:25)                | KPS Chemik Police                        | 800    | Izabela Kowalińska          |
| 14.12.2014  | 18:00 | PGNiG Nafta Piła                         | 0:3 (17:25, 18:25, 20:25)                | Atom Trefl Sopot                         | 800    | Agata Durajczyk             |
| 15.12.2014  | 18:00 | AZS KSZO Ostrowiec Świętokrzyski         | 0:3 (23:25, 22:25, 24:26)                | Impel Wrocław                            | 920    | Joanna Kaczor               |
| 12. kolejka |       |                                          |                                          |                                          |        |                             |
| 19.12.2014  | 18:00 | KS Pałac Bydgoszcz                       | 0:3 (22:25, 21:25, 23:25)                | Impel Wrocław                            | 450    | Joanna Kaczor               |
| 19.12.2014  | 18:00 | Siódemka SK bank Legionovia              | 2:3 (16:25, 22:25, 25:18, 25:13, 14:16)  | BKS Aluprof Bielsko-Biała                | 1100   | Helena Horká                |
| 20.12.2014  | 14:45 | PGNiG Nafta Piła                         | 0:3 (18:25, 16:25, 21:25)                | Tauron Banimex MKS Dąbrowa Górnicza      | 720    | Katarzyna Konieczna         |
| 20.12.2014  | 18:00 | KPS Chemik Police                        | 3:0 (25:15, 25:15, 25:19)                | KS Developres Rzeszów                    | 1800   | Agnieszka Rabka             |
| 21.12.2014  | 17:00 | Beef Master Budowlani Łódź               | 2:3 (25:15, 25:22, 22:25, 21:25, 13:15)  | Polski Cukier Muszynianka Fakro Bank BPS | 1000   | Natalia Kurnikowska         |
| 22.12.2014  | 17:00 | Atom Trefl Sopot                         | 3:1 (25:14, 26:24, 23:25, 25:17)         | AZS KSZO Ostrowiec Świętokrzyski         | 950    | Brittnee Cooper             |
| 13. kolejka |       |                                          |                                          |                                          |        |                             |
| 28.12.2014  | 14:45 | Beef Master Budowlani Łódź               | 3:0 (25:20, 25:22, 27:25)                | KS Developres Rzeszów                    | 1850   | Sylwia Pycia                |
| 28.12.2014  | 17:00 | Atom Trefl Sopot                         | 3:1 (25:17, 25:18, 23:25, 25:20)         | KS Pałac Bydgoszcz                       | 800    | Katarzyna Zaroślińska       |
| 28.12.2014  | 18:00 | Polski Cukier Muszynianka Fakro Bank BPS | 3:0 (25:21, 25:19, 25:15)                | Siódemka SK bank Legionovia              | 850    | Karolina Różycka            |
| 29.12.2014  | 18:00 | BKS Aluprof Bielsko-Biała                | 3:1 (25:23, 25:18, 21:25, 25:14)         | PGNiG Nafta Piła                         | 750    | Heike Beier                 |
| 30.12.2014  | 18:00 | Impel Wrocław                            | 0:3 (23:25, 21:25, 19:25)                | KPS Chemik Police                        | 2500   | Anna Werblińska             |
| 04.02.2014  | 17:00 | Tauron Banimex MKS Dąbrowa Górnicza      | 3:0 (25:22, 25:23, 25:22)                | AZS KSZO Ostrowiec Świętokrzyski         | 1200   | Katarzyna Konieczna         |
| 14. kolejka |       |                                          |                                          |                                          |        |                             |
| 03.01.2015  | 17:00 | KS Pałac Bydgoszcz                       | 1:3 (10:25, 25:18, 12:25, 16:25)         | Tauron Banimex MKS Dąbrowa Górnicza      | 650    | Katarzyna Konieczna         |
| 03.01.2015  | 18:00 | Siódemka SK bank Legionovia              | 3:0 (28:26, 28:26, 25:19)                | Beef Master Budowlani Łódź               | 1300   | Aleksandra Wójcik           |
| 04.01.2015  | 17:00 | AZS KSZO Ostrowiec Świętokrzyski         | 1:3 (21:25, 15:25, 25:22, 11:25)         | BKS Aluprof Bielsko-Biała                | 1240   | Heike Beier                 |
| 04.01.2015  | 17:00 | KPS Chemik Police                        | 3:0 (25:21, 25:23, 25:21)                | Atom Trefl Sopot                         | 2508   | Agnieszka Bednarek-Kasza    |
| 05.01.2015  | 18:00 | KS Developres Rzeszów                    | 0:3 (20:25, 26:28, 17:25)                | Impel Wrocław                            | 800    | Monika Ptak                 |
| 05.01.2015  | 18:00 | PGNiG Nafta Piła                         | 0:3 (9:25, 22:25, 16:25)                 | Polski Cukier Muszynianka Fakro Bank BPS | 750    | Karolina Różycka            |
| 15. kolejka |       |                                          |                                          |                                          |        |                             |
| 10.01.2015  | 14:45 | Atom Trefl Sopot                         | 3:0 (25:14, 25:19, 25:15)                | Impel Wrocław                            | 2300   | Izabela Bełcik              |
| 10.01.2015  | 17:00 | Polski Cukier Muszynianka Fakro Bank BPS | 3:1 (25:13, 22:25, 25:16, 25:19)         | AZS KSZO Ostrowiec Świętokrzyski         | 500    | Katie Carter                |
| 10.01.2015  | 17:00 | Tauron Banimex MKS Dąbrowa Górnicza      | 3:2 (25:19, 21:25, 25:20, 19:25, 15:12)  | KPS Chemik Police                        | 2100   | Dominika Sobolska           |
| 12.01.2015  | 18:00 | BKS Aluprof Bielsko-Biała                | 3:1 (25:15, 24:26, 25:19, 25:21)         | KS Pałac Bydgoszcz                       | 1000   | Helena Horká                |
| 12.01.2015  | 18:00 | Beef Master Budowlani Łódź               | 3:1 (21:25, 25:17, 25:19, 25:14)         | PGNiG Nafta Piła                         | 1500   | Magdalena Śliwa             |
| 13.01.2015  | 19:00 | Siódemka SK bank Legionovia              | 3:0 (25:20, 25:22, 25:20)                | KS Developres Rzeszów                    | 1250   | Malwina Smarzek             |
| 16. kolejka |       |                                          |                                          |                                          |        |                             |
| 16.01.2015  | 18:00 | Beef Master Budowlani Łódź               | 3:0 (25:15, 25:21, 25:14)                | AZS KSZO Ostrowiec Świętokrzyski         | 2100   | Sanja Popović               |
| 17.01.2015  | 14:45 | KPS Chemik Police                        | 3:2 (25:22, 25:22, 18:25, 19:25, 15:9)   | BKS Aluprof Bielsko-Biała                | 2200   | Anna Werblińska             |
| 17.01.2015  | 17:00 | Impel Wrocław                            | 3:1 (23:25, 25:16, 25:16, 25:18)         | Tauron Banimex MKS Dąbrowa Górnicza      | 1300   | Magdalena Gryka             |
| 17.01.2015  | 18:00 | PGNiG Nafta Piła                         | 0:3 (21:25, 16:25, 16:25)                | Siódemka SK bank Legionovia              | 800    | Marta Bechis                |
| 17.01.2015  | 18:00 | KS Pałac Bydgoszcz                       | 1:3 (11:25, 15:25, 25:19, 15:25)         | Polski Cukier Muszynianka Fakro Bank BPS | 870    | Sylwia Wojcieska            |
| 17.01.2015  | 20:30 | KS Developres Rzeszów                    | 1:3 (16:25, 15:25, 25:23, 16:25)         | Atom Trefl Sopot                         | 1000   | Agata Durajczyk             |
| 17. kolejka |       |                                          |                                          |                                          |        |                             |
| 24.01.2015  | 18:00 | Siódemka SK bank Legionovia              | 0:3 (22:25, 16:25, 11:25)                | AZS KSZO Ostrowiec Świętokrzyski         | 1500   | Katarzyna Brojek            |
| 24.01.2015  | 18:00 | PGNiG Nafta Piła                         | 0:3 (19:25, 18:25, 22:25)                | KS Developres Rzeszów                    | 500    | Adrianna Budzoń             |
| 24.01.2015  | 18:00 | Beef Master Budowlani Łódź               | 3:0 (25:22, 25:23, 25:21)                | KS Pałac Bydgoszcz                       | 2750   | Sanja Popović               |
| 25.01.2015  | 14:45 | Polski Cukier Muszynianka Fakro Bank BPS | 0:3 (17:25, 21:25, 14:25)                | KPS Chemik Police                        | 1000   | Ana Bjelica                 |
| 26.01.2015  | 17:00 | Tauron Banimex MKS Dąbrowa Górnicza      | 0:3 (19:25, 18:25, 17:25)                | Atom Trefl Sopot                         | 1300   | Agata Durajczyk             |
| 26.01.2015  | 18:00 | BKS Aluprof Bielsko-Biała                | 0:3 ( 14:25, 19:25, 21:25)               | Impel Wrocław                            | 1500   | Jenna Hagglund              |
| 18. kolejka |       |                                          |                                          |                                          |        |                             |
| 30.01.2015  | 18:00 | Atom Trefl Sopot                         | 3:0 (25:15, 25:14, 25:12)                | BKS Aluprof Bielsko-Biała                | 1300   | Charlotte Leys              |
| 31.01.2015  | 17:00 | AZS KSZO Ostrowiec Świętokrzyski         | 3:0 (29:27, 25:16, 27:25)                | PGNiG Nafta Piła                         | 1000   | Sophie Godfrey              |
| 31.01.2015  | 19:00 | KS Pałac Bydgoszcz                       | 3:2 (19:25, 25:19, 18:25, 26:24, 15:12)  | Siódemka SK bank Legionovia              | 580    | Marta Biedziak              |
| 01.02.2015  | 14:45 | Impel Wrocław                            | 3:1 (11:25, 26:24, 25:18, 26:24)         | Polski Cukier Muszynianka Fakro Bank BPS | 1100   | Katarzyna Mroczkowska       |
| 01.02.2015  | 14:45 | KPS Chemik Police                        | 3:2 (25:14, 23:25, 25:21, 18:25, 15:8)   | Beef Master Budowlani Łódź               | 2000   | Izabela Kowalińska          |
| 01.02.2015  | 15:00 | KS Developres Rzeszów                    | 1:3 (21:25, 25:17, 18:25, 19:25)         | Tauron Banimex MKS Dąbrowa Górnicza      | 500    | Dominika Sobolska           |
| 19. kolejka |       |                                          |                                          |                                          |        |                             |
| 06.02.2015  | 18:00 | Polski Cukier Muszynianka Fakro Bank BPS | 1:3 (18:25, 21:25, 25:16, 23:25)         | Atom Trefl Sopot                         | 700    | Brittnee Cooper             |
| 07.02.2015  | 17:00 | AZS KSZO Ostrowiec Świętokrzyski         | 3:1 (25:23, 25:18, 23:25, 25:17)         | KS Developres Rzeszów                    | 1080   | Katarzyna Brojek            |
| 07.02.2015  | 18:00 | Siódemka SK bank Legionovia              | 0:3 (19:25, 18:25, 14:25)                | KPS Chemik Police                        | 1600   | Agnieszka Rabka             |
| 07.02.2015  | 18:00 | PGNiG Nafta Piła                         | 3:1 (21:25, 25:19, 25:19, 25:17)         | KS Pałac Bydgoszcz                       | 550    | Magdalena Wawrzyniak        |
| 08.02.2015  | 14:45 | BKS Aluprof Bielsko-Biała                | 3:1 (25:20, 25:22, 22:25, 25:20)         | Tauron Banimex MKS Dąbrowa Górnicza      | 1100   | Mariola Wojtowicz           |
| 08.02.2015  | 17:00 | Beef Master Budowlani Łódź               | 3:2 (25:19, 29:31, 20:25, 25:16, 15:11)  | Impel Wrocław                            | 2450   | Ewelina Sieczka             |
| 20. kolejka |       |                                          |                                          |                                          |        |                             |
| 11.02.2015  | 18:00 | Impel Wrocław                            | 3:2 (25:20, 21:25, 25:13, 21:25, 19:17)  | Siódemka SK bank Legionovia              | 1000   | Joanna Kaczor               |
| 14.02.2015  | 14:45 | Tauron Banimex MKS Dąbrowa Górnicza      | 2:3 (21:25, 25:19, 25:19, 18:25, 12:15)  | Polski Cukier Muszynianka Fakro Bank BPS | 1800   | Ivana Plchotová             |
| 14.02.2015  | 18:00 | KPS Chemik Police                        | 3:0 (25:17, 25:13, 25:18)                | PGNiG Nafta Piła                         | 1850   | Katarzyna Mróz              |
| 14.02.2015  | 18:00 | KS Pałac Bydgoszcz                       | 0:3 (20:25, 13:25, 20:25)                | AZS KSZO Ostrowiec Świętokrzyski         | 510    | Katarzyna Brojek            |
| 15.02.2015  | 15:00 | KS Developres Rzeszów                    | 1:3 (22:25, 25:14, 21:25, 23:25)         | BKS Aluprof Bielsko-Biała                | 500    | Aleksandra Trojan           |
| 16.02.2015  | 18:00 | Atom Trefl Sopot                         | 3:0 (25:18, 25:21, 26:24)                | Beef Master Budowlani Łódź               | 1600   | Klaudia Kaczorowska         |
| 21. kolejka |       |                                          |                                          |                                          |        |                             |
| 21.02.2015  | 17:00 | AZS KSZO Ostrowiec Świętokrzyski         | 0:3 (18:25, 18:25, 15:25)                | KPS Chemik Police                        | 1550   | Mariola Zenik               |
| 21.02.2015  | 18:00 | KS Pałac Bydgoszcz                       | 0:3 (15:25, 22:25, 19:25)                | KS Developres Rzeszów                    | 422    | Paula Szeremeta             |
| 21.02.2015  | 18:00 | PGNiG Nafta Piła                         | 1:3 (15:25, 25:22, 19:25, 17:25)         | Impel Wrocław                            | 500    | Hana Čutura                 |
| 21.02.2015  | 18:00 | Siódemka SK bank Legionovia              | 2:3 (25:18, 25:18, 11:25, 15:25, 12:15)  | Atom Trefl Sopot                         | 1600   | Katarzyna Zaroślińska       |
| 22.02.2015  | 14:45 | Polski Cukier Muszynianka Fakro Bank BPS | 3:1 (25:22, 25:11, 13:25, 25:19)         | BKS Aluprof Bielsko-Biała                | 800    | Sylwia Wojcieska            |
| 23.02.2015  | 18:00 | Beef Master Budowlani Łódź               | 3:2 (15:25, 23:25, 26:24, 25:23, 15:12)  | Tauron Banimex MKS Dąbrowa Górnicza      | 3000   | Sylwia Pycia                |
| 22. kolejka |       |                                          |                                          |                                          |        |                             |
| 28.02.2015  | 14:45 | Tauron Banimex MKS Dąbrowa Górnicza      | 3:1 (28:26, 29:27, 31:33, 25:23)         | Siódemka SK bank Legionovia              | 1100   | Katarzyna Konieczna         |
| 28.02.2015  | 15:00 | Atom Trefl Sopot                         | 3:0 (25:13, 25:14, 25:17)                | PGNiG Nafta Piła                         | 850    | Anna Miros                  |
| 28.02.2015  | 18:00 | KPS Chemik Police                        | 3:0 (25:14, 25:18, 25:15)                | KS Pałac Bydgoszcz                       | 600    | Katarzyna Gajgał-Anioł      |
| 28.02.2015  | 18:00 | BKS Aluprof Bielsko-Biała                | 1:3 (23:25, 25:19, 21:25, 23:25)         | Beef Master Budowlani Łódź               | 1000   | Magdalena Śliwa             |
| 02.03.2015  | 18:00 | Impel Wrocław                            | 3:0 (25:13, 25:22, 26:24)                | AZS KSZO Ostrowiec Świętokrzyski         | 800    | Hana Čutura                 |
| 02.03.2015  | 18:00 | KS Developres Rzeszów                    | 1:3 (25:23, 14:25, 16:25, 13:25)         | Polski Cukier Muszynianka Fakro Bank BPS | 1400   | Justyna Sosnowska           |

#### Tabela
| Lp. | Drużyna                                  | Pkt | Mecze | Mecze | Mecze | Rodzaj wyniku | Rodzaj wyniku | Rodzaj wyniku | Rodzaj wyniku | Rodzaj wyniku | Rodzaj wyniku | Sety | Sety | Sety  | Małe punkty | Małe punkty | Małe punkty |
| Lp. | Drużyna                                  | Pkt | M     | W     | P     | 3:0           | 3:1           | 3:2           | 2:3           | 1:3           | 0:3           | wyg. | prz. | stos. | zdob.       | str.        | stos.       |
| --- | ---------------------------------------- | --- | ----- | ----- | ----- | ------------- | ------------- | ------------- | ------------- | ------------- | ------------- | ---- | ---- | ----- | ----------- | ----------- | ----------- |
| 1   | KPS Chemik Police                        | 60  | 22    | 21    | 1     | 16            | 1             | 4             | 1             | 0             | 0             | 65   | 12   | 5.42  | 1818        | 1418        | 1.28        |
| 2   | Atom Trefl Sopot                         | 55  | 22    | 19    | 3     | 10            | 6             | 3             | 1             | 0             | 2             | 59   | 21   | 2.81  | 1886        | 1585        | 1.19        |
| 3   | Polski Cukier Muszynianka Fakro Bank BPS | 50  | 22    | 17    | 5     | 6             | 9             | 2             | 1             | 2             | 2             | 55   | 28   | 1.96  | 1885        | 1672        | 1.13        |
| 4   | Impel Wrocław                            | 48  | 22    | 16    | 6     | 6             | 8             | 2             | 2             | 1             | 3             | 53   | 30   | 1.77  | 1908        | 1756        | 1.09        |
| 5   | BKS Aluprof Bielsko-Biała                | 40  | 22    | 13    | 9     | 3             | 7             | 3             | 4             | 2             | 3             | 49   | 40   | 1.23  | 1924        | 1856        | 1.04        |
| 6   | Tauron Banimex MKS Dąbrowa Górnicza      | 38  | 22    | 13    | 9     | 5             | 5             | 3             | 2             | 4             | 3             | 47   | 38   | 1.24  | 1877        | 1824        | 1.03        |
| 7   | Beef Master Budowlani Łódź               | 32  | 22    | 11    | 11    | 3             | 2             | 6             | 5             | 3             | 3             | 46   | 47   | 0.98  | 2027        | 1984        | 1.02        |
| 8   | Siódemka SK bank Legionovia              | 22  | 22    | 6     | 16    | 4             | 1             | 1             | 5             | 6             | 5             | 34   | 51   | 0.67  | 1812        | 1901        | 0.95        |
| 9   | AZS KSZO Ostrowiec Świętokrzyski         | 22  | 22    | 7     | 15    | 4             | 3             | 0             | 1             | 5             | 9             | 28   | 48   | 0.58  | 1603        | 1749        | 0.92        |
| 10  | KS Developres Rzeszów                    | 15  | 22    | 5     | 17    | 3             | 1             | 1             | 1             | 7             | 9             | 24   | 54   | 0.44  | 1625        | 1818        | 0.89        |
| 11  | PGNiG Nafta Piła                         | 10  | 22    | 3     | 19    | 1             | 2             | 0             | 1             | 7             | 11            | 18   | 59   | 0.31  | 1460        | 1837        | 0.79        |
| 12  | KS Pałac Bydgoszcz                       | 4   | 22    | 1     | 21    | 0             | 0             | 1             | 2             | 8             | 11            | 15   | 65   | 0.23  | 1502        | 1927        | 0.78        |

Aktualizacja do dnia 23 lutego 2015
Źródło: orlenliga.pl (pol.)
Punktacja: 3:0 i 3:1 – 3 pkt; 3:2 – 2 pkt; 2:3 – 1 pkt; 1:3 i 0:3 – 0 pkt
Zasady ustalania kolejności: 1. liczba punktów; 2. stosunek setów; 3. stosunek małych punktów; 4. bilans w bezpośrednich meczach
     ćwierćfinał
     mecze o miejsce 9-12.

### Faza play-off

#### Ćwierćfinały
(do 2 zwycięstw)
| Data       | Drużyna 1                                | Wynik | Drużyna 2                                | Sety                             |
| ---------- | ---------------------------------------- | ----- | ---------------------------------------- | -------------------------------- |
| 18.03.2015 | Siódemka SK bank Legionovia              | 0:3   | KPS Chemik Police                        | 15:25, 20:25, 19:25              |
| 23.03.2015 | KPS Chemik Police                        | 3:0   | Siódemka SK bank Legionovia              | 25:14, 25:19, 25:18              |
|            |                                          |       |                                          |                                  |
| 18.03.2015 | Beef Master Budowlani Łódź               | 1:3   | Atom Trefl Sopot                         | 17:25, 25:22, 20:25, 25:27       |
| 01.04.2015 | Atom Trefl Sopot                         | 3:1   | Beef Master Budowlani Łódź               | 25:16, 25:15, 17:25, 25:14       |
|            |                                          |       |                                          |                                  |
| 18.03.2015 | Tauron Banimex MKS Dąbrowa Górnicza      | 3:0   | Polski Cukier Muszynianka Fakro Bank BPS | 25:23, 25:16, 25:19              |
| 21.03.2015 | Polski Cukier Muszynianka Fakro Bank BPS | 3:2   | Tauron Banimex MKS Dąbrowa Górnicza      | 28:26, 25:15, 21:25, 21:25, 15:6 |
| 22.03.2015 | Polski Cukier Muszynianka Fakro Bank BPS | 3:0   | Tauron Banimex MKS Dąbrowa Górnicza      | 25:19, 25:23, 26:24              |
|            |                                          |       |                                          |                                  |
| 21.03.2015 | Aluprof Bielsko-Biała                    | 3:0   | Impel Wrocław                            | 25:22, 25:17, 25:17              |
| 26.03.2015 | Impel Wrocław                            | 3:0   | Aluprof Bielsko-Biała                    | 25:15, 25:19, 25:17              |
| 27.03.2015 | Impel Wrocław                            | 3:0   | Aluprof Bielsko-Biała                    | 25:12, 25:19, 25:19              |

#### Mecze o rozstawienie 9-12
(dwumecz)

##### 1. runda wstępna
| Data       | Drużyna 1                              | Wynik | Drużyna 2                              | Sety                                |
| ---------- | -------------------------------------- | ----- | -------------------------------------- | ----------------------------------- |
| 18.03.2015 | Pałac Bydgoszcz                        | 3:0   | AZS WSBiP KSZO Ostrowiec Świętokrzyski | 25:22, 29:27, 25:17                 |
| 22.03.2015 | AZS WSBiP KSZO Ostrowiec Świętokrzyski | 3:1   | Pałac Bydgoszcz                        | 25:15, 25:22, 21:25, 25:23, (10:15) |
|            |                                        |       |                                        |                                     |
| 18.03.2015 | PGNiG Nafta Piła                       | 3:2   | KS Developres Rzeszów                  | 25:18, 24:26, 19:25, 25:21, 15:9    |
| 22.03.2015 | KS Developres Rzeszów                  | 3:1   | PGNiG Nafta Piła                       | 27:25, 25:21, 24:26, 28:26          |

##### 2. runda wstępna
| Data       | Drużyna 1                              | Wynik | Drużyna 2                              | Sety                              |
| ---------- | -------------------------------------- | ----- | -------------------------------------- | --------------------------------- |
| 28.03.2015 | Pałac Bydgoszcz                        | 0:3   | KS Developres Rzeszów                  | 12:25, 26:28, 19:25               |
| 01.04.2015 | KS Developres Rzeszów                  | 3:1   | Pałac Bydgoszcz                        | 21:25, 25:22, 25:22, 31:29        |
|            |                                        |       |                                        |                                   |
| 28.03.2015 | PGNiG Nafta Piła                       | 3:2   | AZS WSBiP KSZO Ostrowiec Świętokrzyski | 23:25, 25:16, 22:25, 25:22, 15:13 |
| 01.04.2015 | AZS WSBiP KSZO Ostrowiec Świętokrzyski | 3:1   | PGNiG Nafta Piła                       | 21:25, 25:18, 25:9, 25:14         |

#### Półfinały
(do 3 zwycięstw)
| Data       | Drużyna 1                                | Wynik | Drużyna 2                                | Sety                              |
| ---------- | ---------------------------------------- | ----- | ---------------------------------------- | --------------------------------- |
| 12.04.2015 | KPS Chemik Police                        | 2:3   | Impel Wrocław                            | 25:13, 23:25, 13:25, 25:13, 11:15 |
| 13.04.2015 | KPS Chemik Police                        | 3:0   | Impel Wrocław                            | 25:21, 25:13, 25:18               |
| 16.04.2015 | Impel Wrocław                            | 1:3   | KPS Chemik Police                        | 14:25, 25:20, 18:25, 25:27        |
| 17.04.2015 | Impel Wrocław                            | 1:3   | KPS Chemik Police                        | 18:25, 25:21, 19:25, 21:25        |
|            |                                          |       |                                          |                                   |
| 16.04.2015 | Atom Trefl Sopot                         | 0:3   | Polski Cukier Muszynianka Fakro Bank BPS | 20:25, 22:25, 15:25               |
| 17.04.2015 | Atom Trefl Sopot                         | 3:0   | Polski Cukier Muszynianka Fakro Bank BPS | 25:16, 25:17, 25:19               |
| 22.04.2015 | Polski Cukier Muszynianka Fakro Bank BPS | 0:3   | Atom Trefl Sopot                         | 23:25, 18:25, 21:25               |
| 23.04.2015 | Polski Cukier Muszynianka Fakro Bank BPS | 1:3   | Atom Trefl Sopot                         | 14:25, 29:27, 16:25, 17:25        |

#### Mecze o miejsca 5-12
(dwumecz)

##### 1. runda
| Data       | Drużyna 1                              | Wynik | Drużyna 2                              | Sety                              |
| ---------- | -------------------------------------- | ----- | -------------------------------------- | --------------------------------- |
| 15.04.2015 | PGNiG Nafta Piła                       | 1:3   | Aluprof Bielsko-Biała                  | 25:19, 12:25, 22:25, 22:25        |
| 19.04.2015 | Aluprof Bielsko-Biała                  | 3:0   | PGNiG Nafta Piła                       | 25:22, 25:22, 25:20               |
|            |                                        |       |                                        |                                   |
| 15.04.2015 | AZS WSBiP KSZO Ostrowiec Świętokrzyski | 0:3   | Tauron Banimex MKS Dąbrowa Górnicza    | 18:25, 21:25, 11:25               |
| 18.04.2015 | Tauron Banimex MKS Dąbrowa Górnicza    | 3:0   | AZS WSBiP KSZO Ostrowiec Świętokrzyski | 25:14, 25:12, 25:20               |
|            |                                        |       |                                        |                                   |
| 13.04.2015 | Pałac Bydgoszcz                        | 0:3   | Beef Master Budowlani Łódź             | 16:25, 14:25, 13:25               |
| 22.04.2015 | Beef Master Budowlani Łódź             | 3:0   | Pałac Bydgoszcz                        | 25:17, 25:12, 25:21               |
|            |                                        |       |                                        |                                   |
| 11.04.2015 | KS Developres Rzeszów                  | 1:3   | Siódemka SK bank Legionovia            | 25:20, 18:25, 23:25, 23:25        |
| 21.04.2015 | Siódemka SK bank Legionovia            | 2:3   | KS Developres Rzeszów                  | 25:20, 25:23, 15:25, 23:25, 12:15 |

##### 2. runda
Mecze o miejsca 5-8
| Data       | Drużyna 1                           | Wynik | Drużyna 2                           | Sety                                       |
| ---------- | ----------------------------------- | ----- | ----------------------------------- | ------------------------------------------ |
| 26.04.2015 | Siódemka SK bank Legionovia         | 2:3   | Aluprof Bielsko-Biała               | 23:25, 21:25, 26:24, 25:21, 10:15          |
| 02.05.2015 | Aluprof Bielsko-Biała               | 2:3   | Siódemka SK bank Legionovia         | 25:19, 14:25, 25:19, 23:25, 11:15, (10:15) |
|            |                                     |       |                                     |                                            |
| 26.04.2015 | Beef Master Budowlani Łódź          | 2:3   | Tauron Banimex MKS Dąbrowa Górnicza | 25:23, 25:20, 22:25, 26:28, 12:15          |
| 30.04.2015 | Tauron Banimex MKS Dąbrowa Górnicza | 3:0   | Beef Master Budowlani Łódź          | 25:19, 32:30, 25:23                        |

Mecze o miejsca 9-12
| Data       | Drużyna 1                              | Wynik | Drużyna 2                              | Sety                                      |
| ---------- | -------------------------------------- | ----- | -------------------------------------- | ----------------------------------------- |
| 25.04.2015 | PGNiG Nafta Piła                       | 3:2   | KS Developres Rzeszów                  | 25:22, 16:25, 22:25, 25:22, 15:10         |
| 03.05.2015 | KS Developres Rzeszów                  | 3:2   | PGNiG Nafta Piła                       | 25:19, 19:25, 23:25, 25:16, 15:10, (6:15) |
|            |                                        |       |                                        |                                           |
| 26.04.2015 | AZS WSBiP KSZO Ostrowiec Świętokrzyski | 3:1   | Pałac Bydgoszcz                        | 21:25, 25:19, 26:24, 25:22                |
| 30.04.2015 | Pałac Bydgoszcz                        | 3:1   | AZS WSBiP KSZO Ostrowiec Świętokrzyski | 20:25, 26:24, 25:19, 25:16, (13:15)       |

##### 3. runda
Mecz o 5. miejsce
| Data       | Drużyna 1                           | Wynik | Drużyna 2                           | Sety                       |
| ---------- | ----------------------------------- | ----- | ----------------------------------- | -------------------------- |
| 06.05.2015 | Siódemka SK bank Legionovia         | 1:3   | Tauron Banimex MKS Dąbrowa Górnicza | 18:25, 25:17, 19:25, 23:25 |
| 09.05.2015 | Tauron Banimex MKS Dąbrowa Górnicza | 3:0   | Siódemka SK bank Legionovia         | 25:15, 28:26, 28:26        |

Mecz o 7. miejsce
| Data       | Drużyna 1                  | Wynik | Drużyna 2                  | Sety                       |
| ---------- | -------------------------- | ----- | -------------------------- | -------------------------- |
| 06.05.2015 | Beef Master Budowlani Łódź | 3:0   | Aluprof Bielsko-Biała      | 27:25, 25:21, 25:21        |
| 09.05.2015 | Aluprof Bielsko-Biała      | 1:3   | Beef Master Budowlani Łódź | 25:22, 26:28, 19:25, 22:25 |

Mecz o 9. miejsce
| Data       | Drużyna 1                              | Wynik | Drużyna 2                              | Sety                              |
| ---------- | -------------------------------------- | ----- | -------------------------------------- | --------------------------------- |
| 09.05.2015 | PGNiG Nafta Piła                       | 1:3   | AZS WSBiP KSZO Ostrowiec Świętokrzyski | 25:19, 17:25, 19:25, 26:28        |
| 13.05.2015 | AZS WSBiP KSZO Ostrowiec Świętokrzyski | 3:2   | PGNiG Nafta Piła                       | 25:19, 22:25, 25:11, 18:25, 16:14 |

Mecz o 11. miejsce
| Data       | Drużyna 1             | Wynik | Drużyna 2             | Sety                       |
| ---------- | --------------------- | ----- | --------------------- | -------------------------- |
| 09.05.2015 | Pałac Bydgoszcz       | 1:3   | KS Developres Rzeszów | 25:20, 18:25, 22:25, 24:26 |
| 13.05.2015 | KS Developres Rzeszów | 3:0   | Pałac Bydgoszcz       | 27:25, 25:18, 26:24        |

#### Mecz o 3. miejsce
(do 3 zwycięstw)
| Data       | Drużyna 1                                | Wynik | Drużyna 2                                | Sety                              |
| ---------- | ---------------------------------------- | ----- | ---------------------------------------- | --------------------------------- |
| 02.05.2015 | Polski Cukier Muszynianka Fakro Bank BPS | 3:0   | Impel Wrocław                            | 25:20, 25:18, 25:20               |
| 03.05.2015 | Polski Cukier Muszynianka Fakro Bank BPS | 3:2   | Impel Wrocław                            | 25:16, 25:22, 24:26, 15:25, 15:10 |
| 09.05.2015 | Impel Wrocław                            | 2:3   | Polski Cukier Muszynianka Fakro Bank BPS | 18:25, 25:16, 26:28, 25:20, 14:16 |

#### Finał
(do 3 zwycięstw)
| Data       | Drużyna 1         | Wynik | Drużyna 2         | Sety                              |
| ---------- | ----------------- | ----- | ----------------- | --------------------------------- |
| 01.05.2015 | KPS Chemik Police | 1:3   | Atom Trefl Sopot  | 25:22, 21:25, 21:25, 17:25        |
| 02.05.2015 | KPS Chemik Police | 3:1   | Atom Trefl Sopot  | 18:25, 25:12, 25:22, 25:19        |
| 09.05.2015 | Atom Trefl Sopot  | 0:3   | KPS Chemik Police | 16:25, 20:25, 19:25               |
| 10.05.2015 | Atom Trefl Sopot  | 2:3   | KPS Chemik Police | 19:25, 20:25, 26:24, 25:13, 11:15 |

## Klasyfikacja końcowa

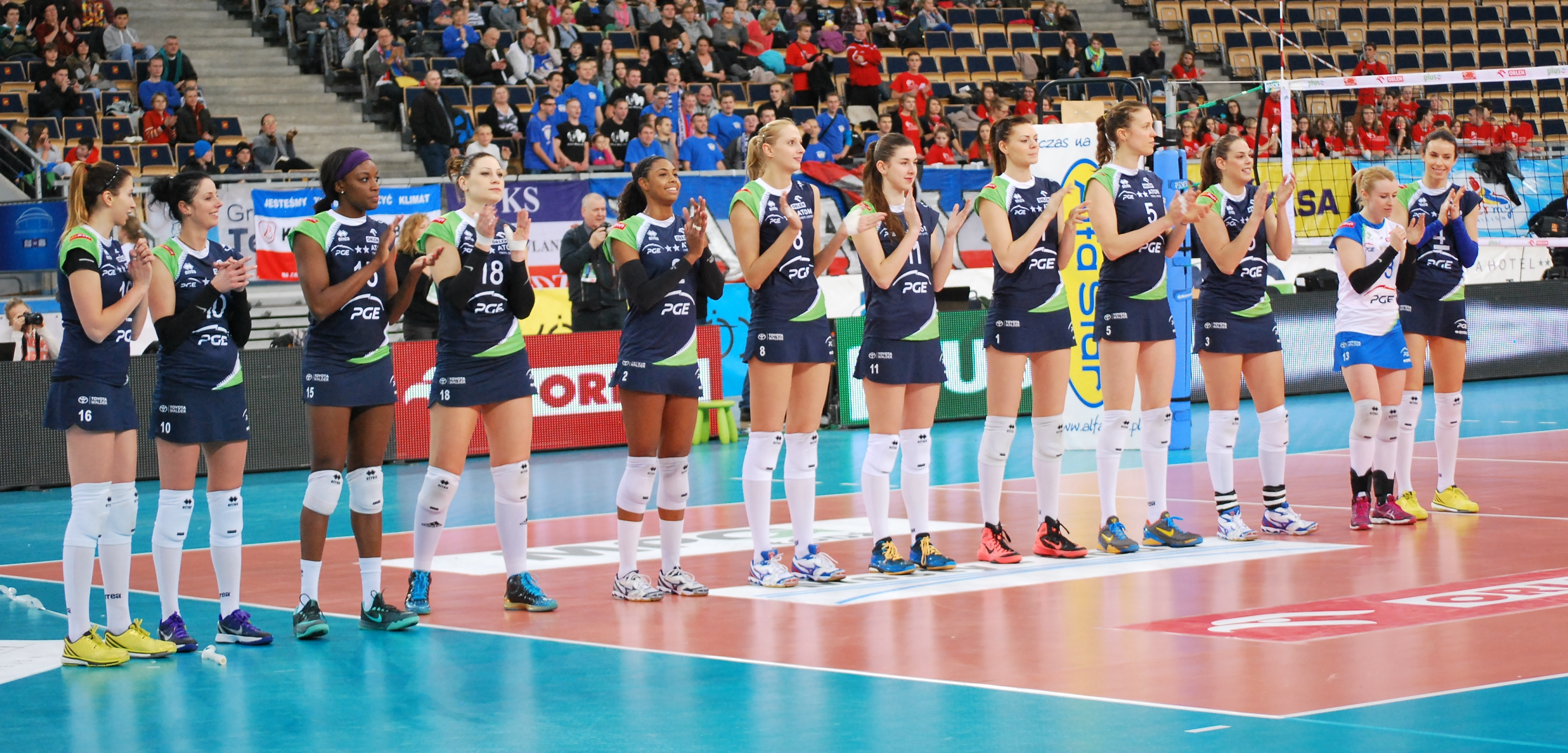
Zawodniczki Atomu Trefl Sopot w sezonie 2014/2015

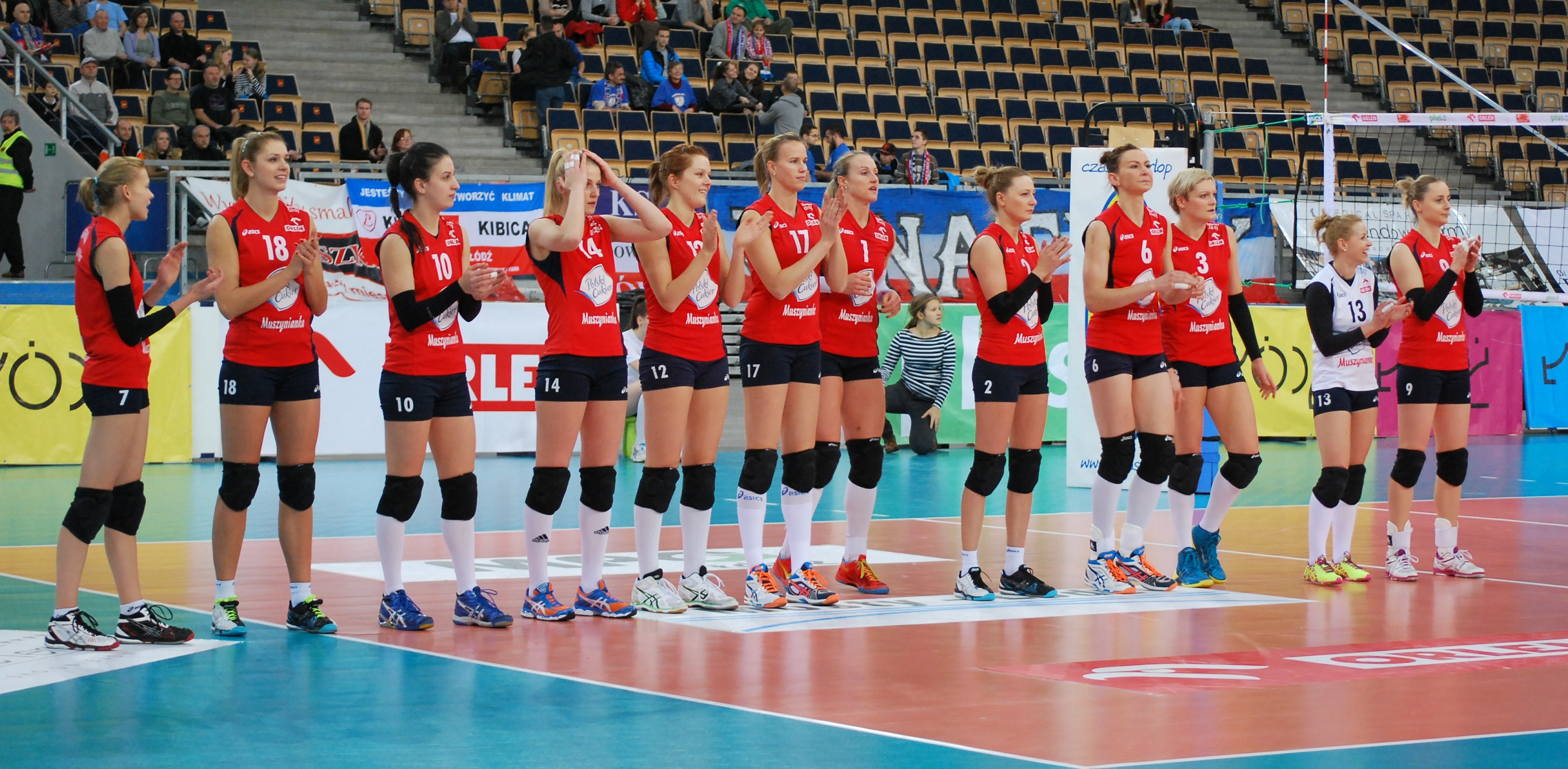
Zawodniczki Polskiego Cukru Muszynianki Muszyna w sezonie 2014/2015

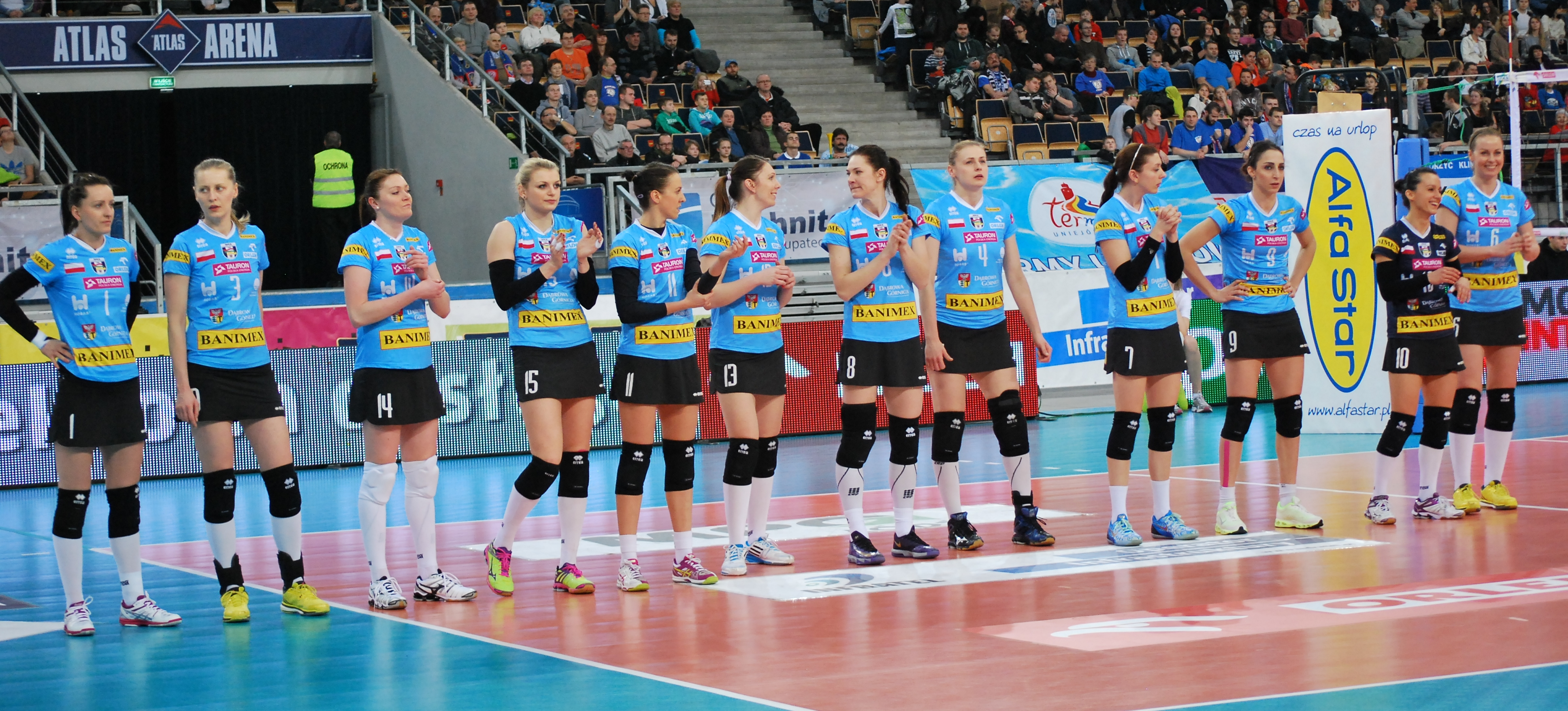
Zawodniczki Tauronu Banimex MKS Dąbrowa Górnicza w sezonie 2014/2015

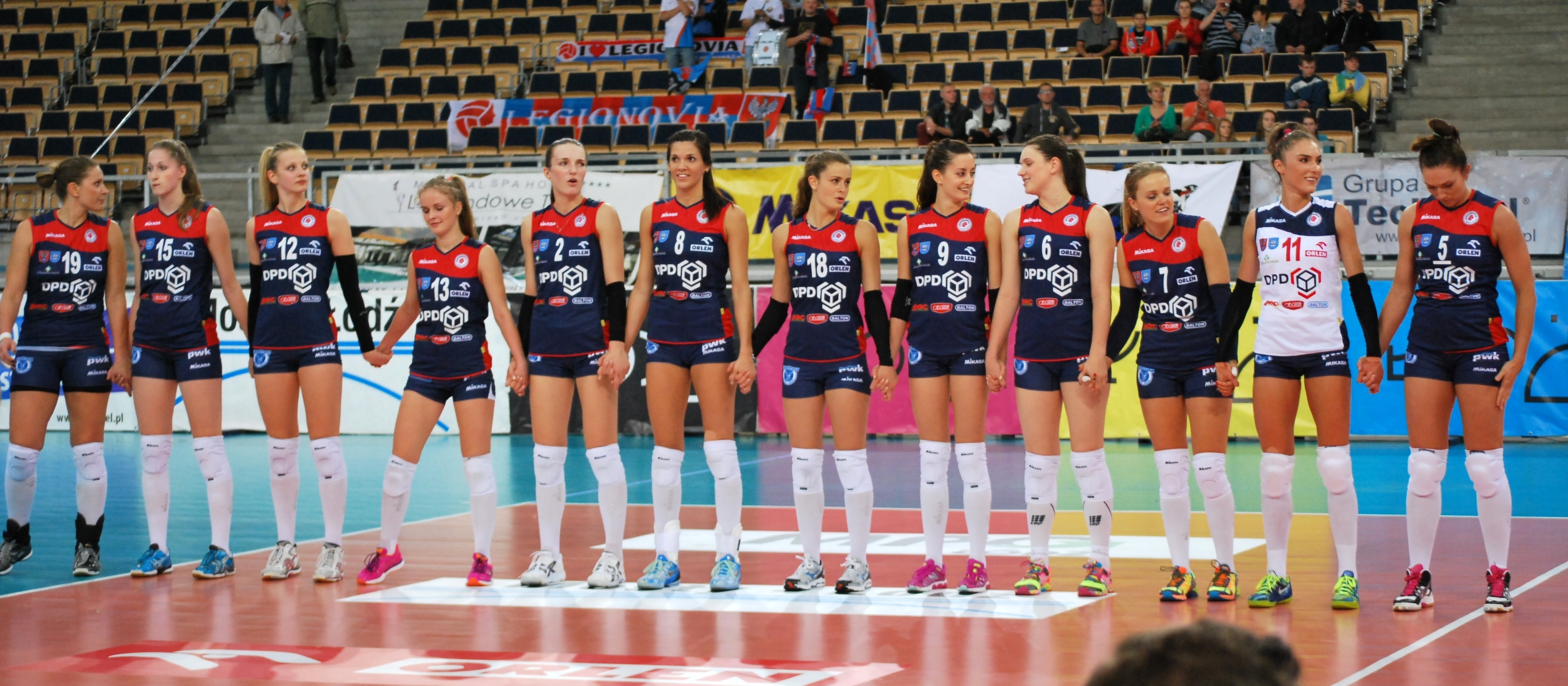
Zawodniczki SK Banku Legionovii Legionowo w sezonie 2014/2015

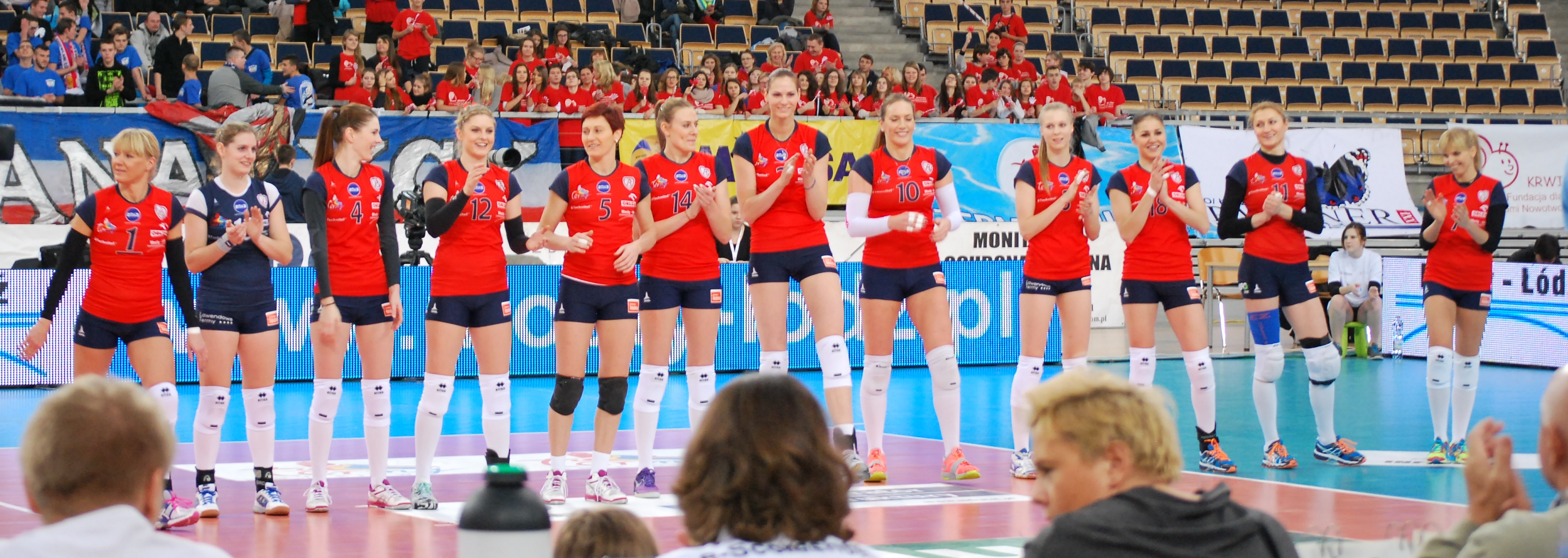
Zawodniczki Budowlanych Łódź w sezonie 2014/2015

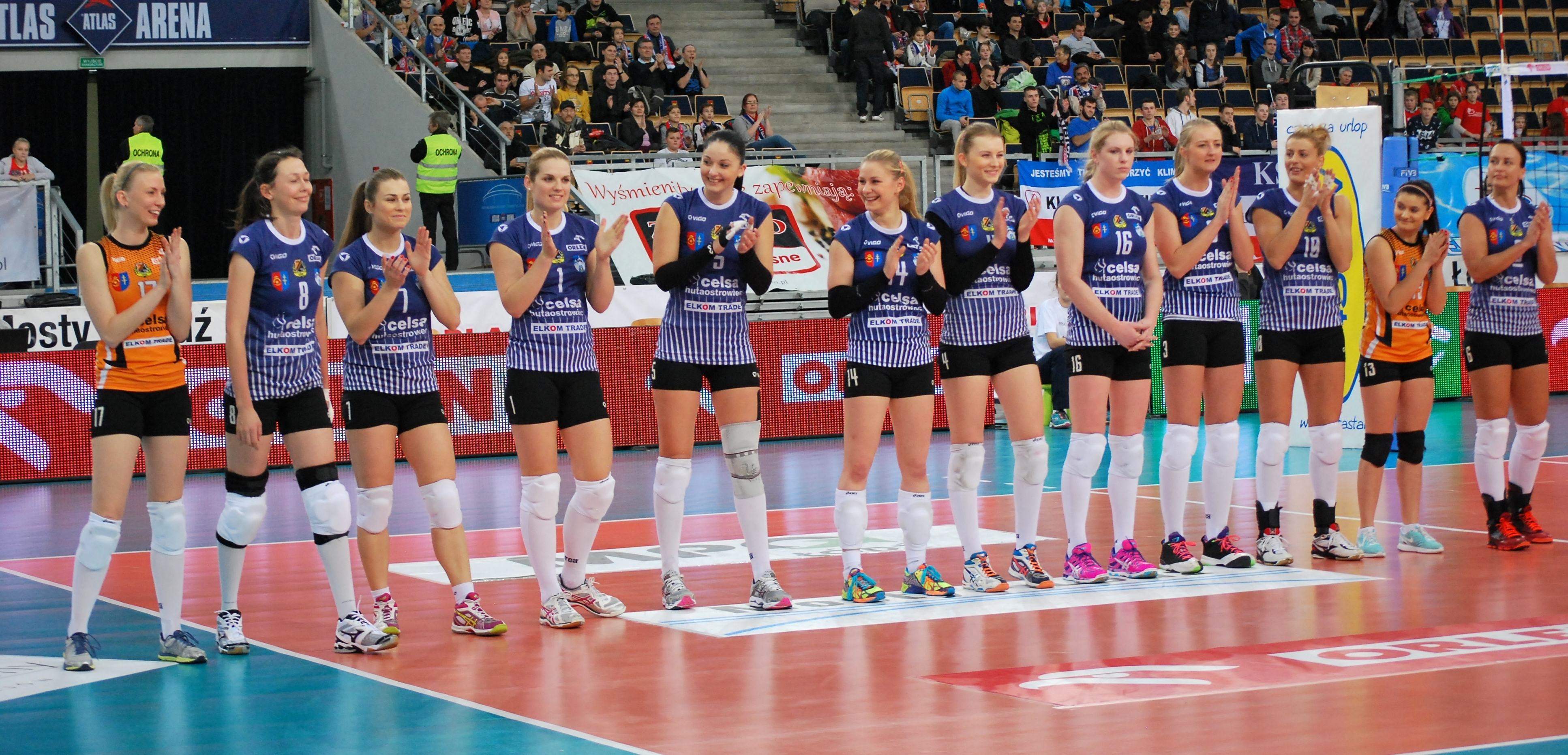
Zawodniczki KSZO Ostrowca Świętokrzyskiego w sezonie 2014/2015

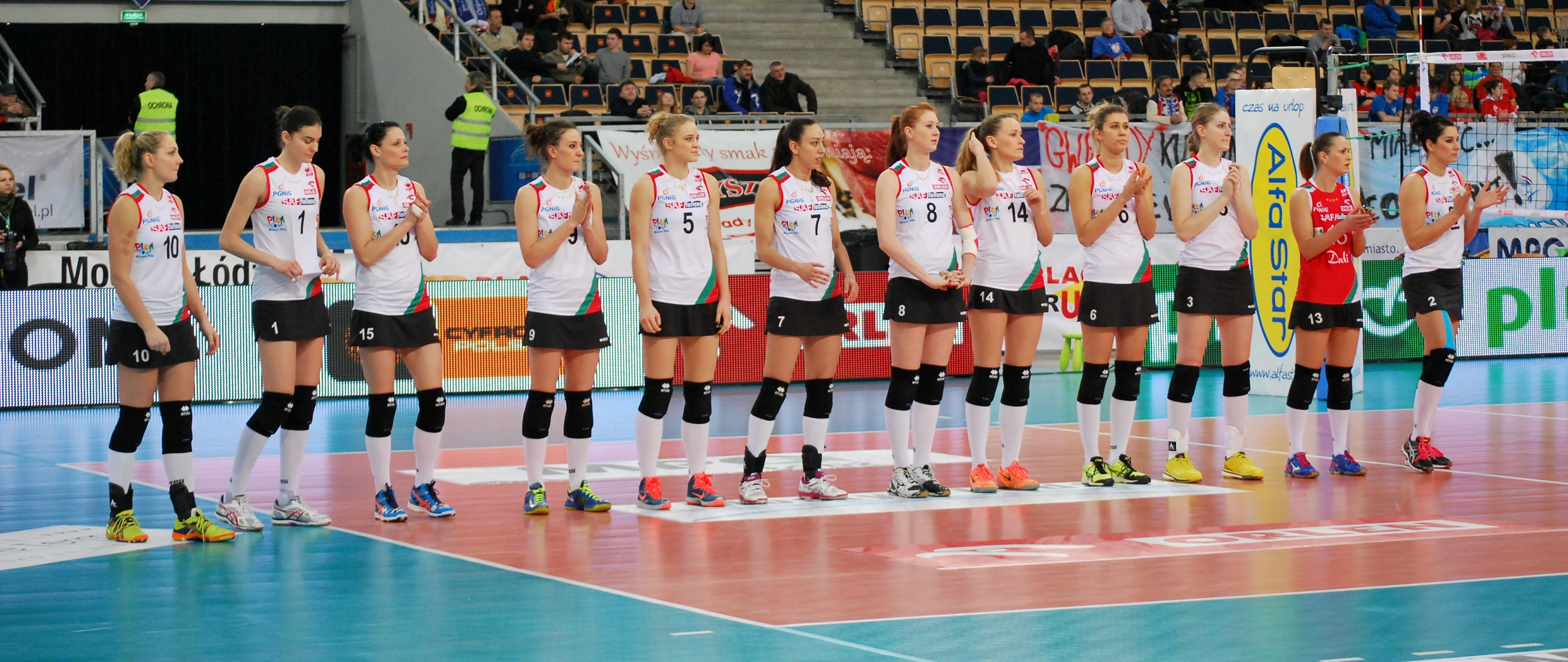
Zawodniczki PGNiG Nafty Piła w sezonie 2014/2015

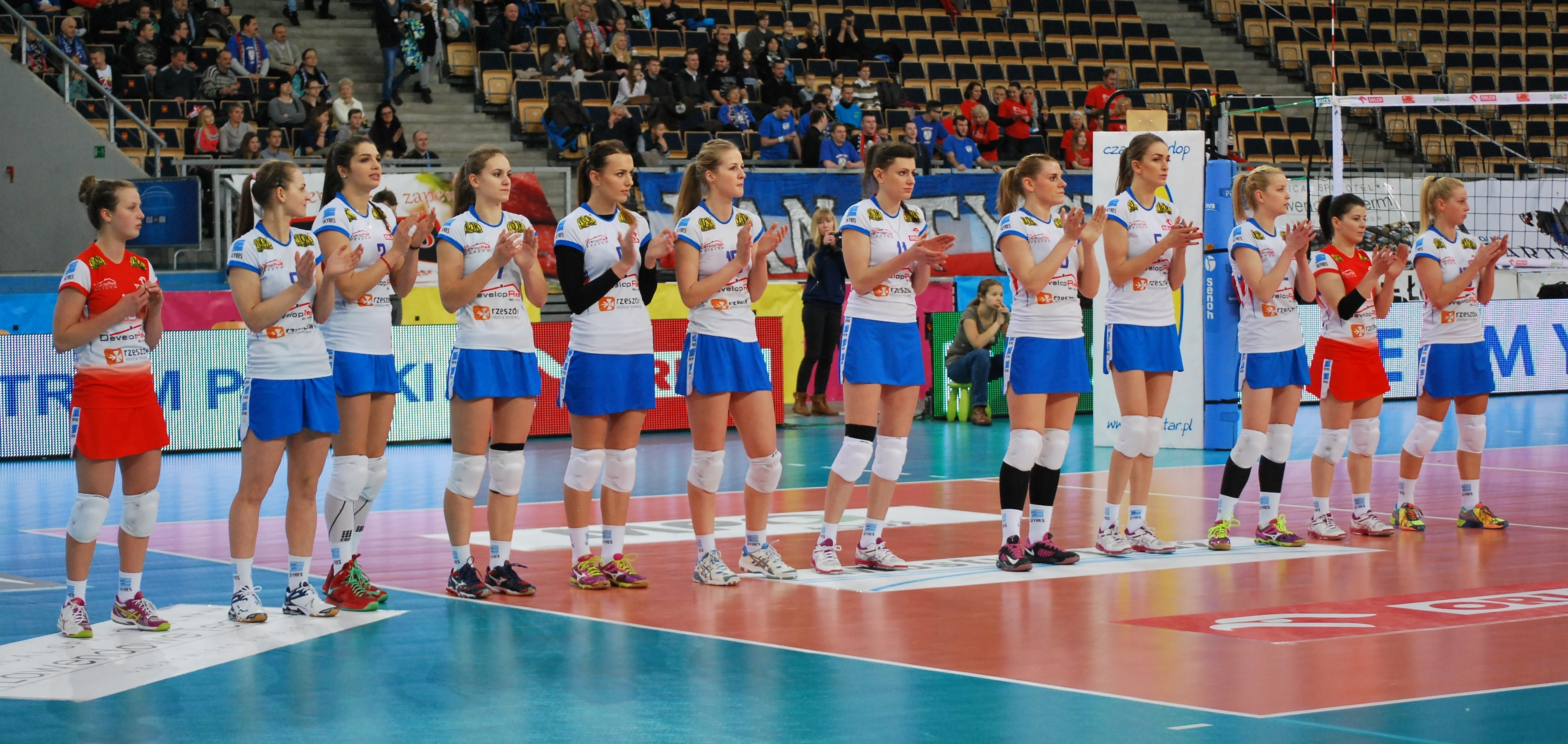
Zawodniczki Developresu Rzeszów w sezonie 2014/2015

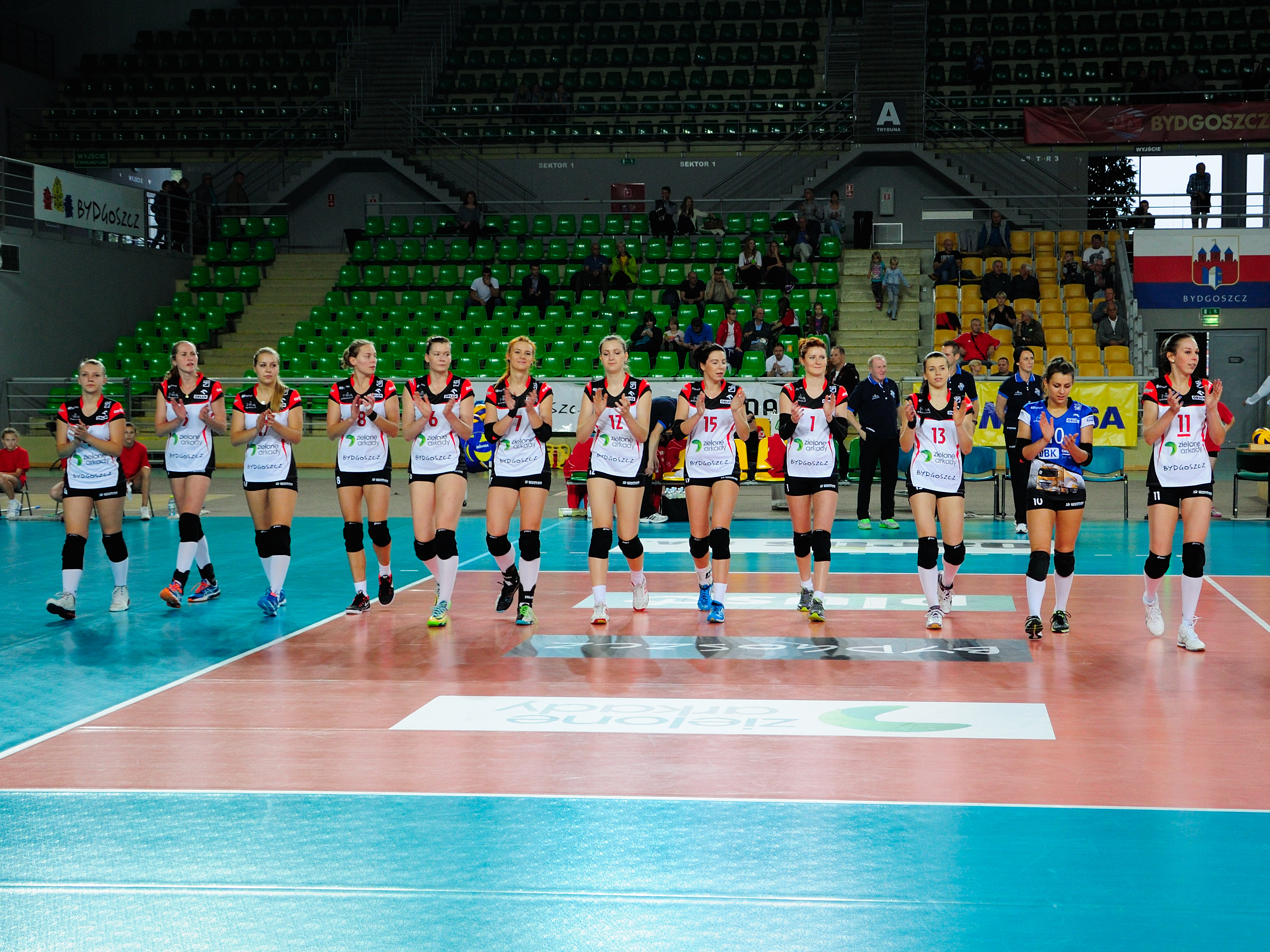
Zawodniczki Pałacu Bydgoszcz w sezonie 2014/2015

| Lp. | Drużyna                                  |
| --- | ---------------------------------------- |
| 1   | KPS Chemik Police                        |
| 2   | Atom Trefl Sopot                         |
| 3   | Polski Cukier Muszynianka Fakro Bank BPS |
| 4   | Impel Wrocław                            |
| 5   | Tauron Banimex MKS Dąbrowa Górnicza      |
| 6   | Siódemka SK bank Legionovia              |
| 7   | Beef Master Budowlani Łódź               |
| 8   | BKS Aluprof Bielsko-Biała                |
| 9   | AZS KSZO Ostrowiec Świętokrzyski         |
| 10  | PGNiG Nafta Piła                         |
| 11  | KS Developres Rzeszów                    |
| 12  | KS Pałac Bydgoszcz                       |

## Składy
| KPS Chemik Police | KPS Chemik Police           | KPS Chemik Police | KPS Chemik Police |
| Numer             | Nazwisko                    | Wzrost            | Pozycja           |
| ----------------- | --------------------------- | ----------------- | ----------------- |
| 1                 | Anna Werblińska             | 178               | przyjmująca       |
| 2                 | Mariola Zenik               | 173               | libero            |
| 3                 | Sanja Malagurski            | 193               | przyjmująca       |
| 4                 | Katarzyna Gajgał-Anioł      | 190               | środkowa          |
| 6                 | Agnieszka Bednarek-Kasza    | 186               | środkowa          |
| 7                 | Małgorzata Glinka-Mogentale | 192               | przyjmująca       |
| 8                 | Aleksandra Krzos            | 181               | libero            |
| 9                 | Agnieszka Rabka             | 178               | rozgrywająca      |
| 10                | Ana Bjelica                 | 190               | atakująca         |
| 11                | Stefana Veljković           | 190               | środkowa          |
| 12                | Izabela Kowalińska          | 189               | atakująca         |
| 13                | Katarzyna Mróz              | 194               | środkowa          |
| 16                | Aleksandra Jagieło          | 180               | przyjmująca       |
| 18                | Maja Ognjenović             | 183               | rozgrywająca      |
|                   | Giuseppe Cuccarini          | I trener          | I trener          |
|                   | Michal Mašek                | II trener         | II trener         |

| Impel Wrocław | Impel Wrocław         | Impel Wrocław | Impel Wrocław |
| Numer         | Nazwisko              | Wzrost        | Pozycja       |
| ------------- | --------------------- | ------------- | ------------- |
| 2             | Katarzyna Mroczkowska | 182           | przyjmująca   |
| 3             | Monika Ptak           | 187           | środkowa      |
| 4             | Anita Kwiatkowska     | 187           | atakująca     |
| 5             | Agnieszka Kąkolewska  | 199           | środkowa      |
| 6             | Anna Grejman          | 183           | przyjmująca   |
| 8             | Hana Čutura           | 192           | przyjmująca   |
| 9             | Agata Sawicka         | 181           | libero        |
| 10            | Denise Hanke          | 179           | rozgrywająca  |
| 12            | Berit Kauffeldt       | 190           | środkowa      |
| 13            | Magdalena Gryka       | 178           | rozgrywająca  |
| 15            | Mira Topić            | 184           | przyjmująca   |
| 17            | Joanna Kaczor         | 191           | atakująca     |
| 18            | Jenna Hagglund        | 177           | rozgrywająca  |
|               | Tore Aleksandersen    | I trener      | I trener      |
|               | Marek Solarewicz      | II trener     | II trener     |

| Atom Trefl Sopot | Atom Trefl Sopot      | Atom Trefl Sopot | Atom Trefl Sopot      |
| Numer            | Nazwisko              | Wzrost           | Pozycja               |
| ---------------- | --------------------- | ---------------- | --------------------- |
| 1                | Maja Tokarska         | 193              | środkowa              |
| 2                | Deja McClendon        | 185              | przyjmująca           |
| 3                | Charlotte Leys        | 184              | przyjmująca           |
| 4                | Izabela Bełcik        | 185              | rozgrywająca          |
| 6                | Anna Miros            | 193              | atakująca             |
| 8                | Zuzanna Efimienko     | 197              | środkowa              |
| 9                | Magdalena Damaske     | 186              | przyjmująca           |
| 10               | Anna Kaczmar          | 180              | rozgrywająca          |
| 11               | Justyna Łukasik       | 187              | środkowa              |
| 12               | Falyn Fonoimoana      | 193              | przyjmująca/atakująca |
| 13               | Agata Durajczyk       | 170              | libero                |
| 14               | Klaudia Kulig         | 173              | libero                |
| 15               | Brittnee Cooper       | 188              | środkowa              |
| 16               | Klaudia Kaczorowska   | 183              | przyjmująca           |
| 18               | Katarzyna Zaroślińska | 187              | atakująca             |
|                  | Lorenzo Micelli       | I trener         | I trener              |
|                  | Vasja Samec Lipicer   | II trener        | II trener             |

| Tauron Banimex MKS Dąbrowa Górnicza | Tauron Banimex MKS Dąbrowa Górnicza | Tauron Banimex MKS Dąbrowa Górnicza | Tauron Banimex MKS Dąbrowa Górnicza |
| Numer                               | Nazwisko                            | Wzrost                              | Pozycja                             |
| ----------------------------------- | ----------------------------------- | ----------------------------------- | ----------------------------------- |
| 1                                   | Katarzyna Urban                     | 182                                 | przyjmująca                         |
| 2                                   | Joanna Staniucha-Szczurek           | 184                                 | przyjmująca                         |
| 3                                   | Aleksandra Liniarska                | 188                                 | środkowa                            |
| 4                                   | Katarzyna Konieczna                 | 184                                 | atakująca                           |
| 5                                   | Bożena Wylężek                      | 183                                 | środkowa                            |
| 6                                   | Eleonora Dziękiewicz                | 185                                 | środkowa                            |
| 7                                   | Gina Mancuso                        | 183                                 | przyjmująca                         |
| 8                                   | Jekaterina Zakrewskaja              | 184                                 | przyjmująca                         |
| 9                                   | Özge Çemberci                       | 182                                 | rozgrywająca                        |
| 10                                  | Krystyna Strasz                     | 165                                 | libero                              |
| 11                                  | Natalia Piekarczyk                  | 179                                 | rozgrywająca                        |
| 14                                  | Tamara Kaliszuk                     | 182                                 | atakująca                           |
| 15                                  | Dominika Sobolska                   | 187                                 | środkowa                            |
|                                     | Juan Manuel Serramalera             | I trener                            | I trener                            |
|                                     | Tomasz Wasilkowski                  | II trener                           | II trener                           |

| BKS Aluprof Bielsko-Biała | BKS Aluprof Bielsko-Biała | BKS Aluprof Bielsko-Biała | BKS Aluprof Bielsko-Biała |
| Numer                     | Nazwisko                  | Wzrost                    | Pozycja                   |
| ------------------------- | ------------------------- | ------------------------- | ------------------------- |
| 2                         | Helena Horká              | 190                       | atakująca                 |
| 3                         | Mariola Wojtowicz         | 164                       | libero                    |
| 4                         | Karolina Piśla            | 184                       | przyjmująca               |
| 6                         | Małgorzata Lis            | 186                       | środkowa                  |
| 9                         | Natalia Bamber-Laskowska  | 187                       | atakująca                 |
| 10                        | Sylwia Pelc               | 189                       | środkowa                  |
| 11                        | Lucie Muhlsteinova        | 180                       | rozgrywająca              |
| 12                        | Aleksandra Trojan         | 196                       | środkowa                  |
| 13                        | Natalia Strózik           | 186                       | przyjmująca               |
| 14                        | Heike Beier               | 184                       | przyjmująca               |
| 15                        | Kornelia Moskwa           | 186                       | środkowa                  |
| 16                        | Dorota Wilk               | 178                       | rozgrywająca              |
| 17                        | Elżbieta Klein            | 183                       | przyjmująca               |
| 18                        | Koleta Łyszkiewicz        | 193                       | przyjmująca               |
|                           | Leszek Rus                | I trener                  | I trener                  |
|                           | Marcin Owczarski          | II trener                 | II trener                 |

| Polski Cukier Muszynianka Fakro Bank BPS | Polski Cukier Muszynianka Fakro Bank BPS | Polski Cukier Muszynianka Fakro Bank BPS | Polski Cukier Muszynianka Fakro Bank BPS |
| Numer                                    | Nazwisko                                 | Wzrost                                   | Pozycja                                  |
| ---------------------------------------- | ---------------------------------------- | ---------------------------------------- | ---------------------------------------- |
| 1                                        | Katie Carter                             | 190                                      | atakująca                                |
| 2                                        | Ilona Gierak                             | 182                                      | przyjmująca                              |
| 3                                        | Karolina Różycka                         | 183                                      | przyjmująca                              |
| 6                                        | Sylwia Wojcieska                         | 193                                      | środkowa                                 |
| 7                                        | Gabriela Jasińska                        | 180                                      | rozgrywająca                             |
| 9                                        | Karolina Ciaszkiewicz-Lach               | 184                                      | przyjmująca                              |
| 10                                       | Danica Radenković                        | 185                                      | rozgrywająca                             |
| 12                                       | Justyna Sosnowska                        | 188                                      | środkowa                                 |
| 13                                       | Paulina Maj-Erwardt                      | 166                                      | libero                                   |
| 14                                       | Natalia Kurnikowska                      | 184                                      | przyjmująca                              |
| 17                                       | Ivana Plchotová                          | 192                                      | środkowa                                 |
| 18                                       | Kinga Hatala                             | 189                                      | atakująca                                |
|                                          | Bogdan Serwiński                         | I trener                                 | I trener                                 |

| Beef Master Budowlani Łódź | Beef Master Budowlani Łódź | Beef Master Budowlani Łódź | Beef Master Budowlani Łódź |
| Numer                      | Nazwisko                   | Wzrost                     | Pozycja                    |
| -------------------------- | -------------------------- | -------------------------- | -------------------------- |
| 1                          | Magdalena Śliwa            | 174                        | rozgrywająca               |
| 2                          | Gabriela Polańska          | 202                        | środkowa                   |
| 3                          | Joanna Pacak               | 187                        | środkowa                   |
| 4                          | Emilia Kajzer              | 180                        | rozgrywająca               |
| 5                          | Dorota Ściurka             | 180                        | przyjmująca                |
| 7                          | Natalia Skrzypkowska       | 180                        | przyjmująca                |
| 9                          | Magdalena Damaske          | 186                        | przyjmująca                |
| 10                         | Sanja Popović              | 186                        | atakująca                  |
| 11                         | Sylwia Pycia               | 190                        | środkowa                   |
| 12                         | Martyna Grajber            | 182                        | przyjmująca                |
| 13                         | Valérie Courtois           | 171                        | libero                     |
| 14                         | Ewelina Sieczka            | 182                        | przyjmująca                |
| 15                         | Dorota Medyńska            | 170                        | libero                     |
| 18                         | Aleksandra Sikorska        | 186                        | środkowa                   |
|                            | Błażej Krzyształowicz      | I trener                   | I trener                   |
|                            | Jacek Nawrocki             | trener koordynator         | trener koordynator         |

| Siódemka SK bank Legionovia | Siódemka SK bank Legionovia | Siódemka SK bank Legionovia | Siódemka SK bank Legionovia |
| Numer                       | Nazwisko                    | Wzrost                      | Pozycja                     |
| --------------------------- | --------------------------- | --------------------------- | --------------------------- |
| 1                           | Malwina Smarzek             | 191                         | atakująca                   |
| 2                           | Daria Paszek                | 185                         | przyjmująca                 |
| 3                           | Karolina Szymańska          | 187                         | środkowa                    |
| 4                           | Justyna Antosiewicz         | 189                         | atakująca                   |
| 5                           | Magdalena Piątek            | 182                         | atakująca                   |
| 6                           | Aleksandra Wójcik           | 185                         | przyjmująca                 |
| 7                           | Natalia Gajewska            | 175                         | rozgrywająca                |
| 8                           | Jaimie Thibeault            | 188                         | środkowa                    |
| 9                           | Iga Chojnacka               | 184                         | przyjmująca                 |
| 10                          | Katarzyna Połeć             | 191                         | środkowa                    |
| 11                          | Katarzyna Wysocka           | 182                         | libero                      |
| 12                          | Monika Bociek               | 188                         | przyjmująca                 |
| 13                          | Krystyna Pietraszkiewicz    | 172                         | libero                      |
| 15                          | Klaudia Alagierska          | 190                         | środkowa                    |
| 17                          | Milena Paszyńska            | 180                         | środkowa                    |
| 18                          | Marta Bechis                | 181                         | rozgrywająca                |
| 19                          | Jolanta Studzienna          | 185                         | środkowa                    |
|                             | Robert Strzałkowski         | I trener                    | I trener                    |
|                             | Jolanta Studzienna          | II trener                   | II trener                   |

| PGNiG Nafta Piła | PGNiG Nafta Piła     | PGNiG Nafta Piła | PGNiG Nafta Piła |
| Numer            | Nazwisko             | Wzrost           | Pozycja          |
| ---------------- | -------------------- | ---------------- | ---------------- |
| 1                | Marija Milović       | 188              | środkowa         |
| 2                | Marzena Wilczyńska   | 181              | przyjmująca      |
| 3                | Caroline Jarmoc      | 188              | środkowa         |
| 5                | Klaudia Konieczna    | 183              | rozgrywająca     |
| 6                | Magdalena Wawrzyniak | 185              | atakująca        |
| 7                | Veronika Skorupka    | 181              | przyjmująca      |
| 8                | Anna Stencel         | 187              | środkowa         |
| 9                | Joanna Sobczak       | 180              | atakująca        |
| 10               | Natalia Krawulska    | 179              | przyjmująca      |
| 13               | Volha Pauliukouskaya | 174              | libero           |
| 14               | Katarzyna Nadziałek  | 181              | rozgrywająca     |
| 15               | Justyna Raczyńska    | 181              | przyjmująca      |
|                  | Łukasz Przybylak     | I trener         | I trener         |
|                  | Irina Archangielska  | II trener        | II trener        |

| KS Pałac Bydgoszcz | KS Pałac Bydgoszcz    | KS Pałac Bydgoszcz | KS Pałac Bydgoszcz |
| Numer              | Nazwisko              | Wzrost             | Pozycja            |
| ------------------ | --------------------- | ------------------ | ------------------ |
| 1                  | Patrycja Polak        | 183                | przyjmująca        |
| 3                  | Zuzanna Pieczka       | 182                | atakująca          |
| 4                  | Marta Biedziak        | 173                | rozgrywająca       |
| 5                  | Natalia Misiuna       | 186                | środkowa           |
| 6                  | Julia Twardowska      | 188                | przyjmująca        |
| 7                  | Kinga Dybek           | 185                | przyjmująca        |
| 8                  | Małgorzata Skorupa    | 181                | środkowa           |
| 9                  | Aleksandra Jurkojć    | 188                | środkowa           |
| 10                 | Anna Korabiec         | 172                | libero             |
| 11                 | Zuzanna Czyżnielewska | 187                | atakująca          |
| 12                 | Małgorzata Śmieszek   | 188                | środkowa           |
| 13                 | Paulina Bałdyga       | 174                | rozgrywająca       |
| 15                 | Weronika Fojucik      | 182                | przyjmująca        |
| 16                 | Patrycja Tomczyk      | 187                | rozgrywająca       |
| 17                 | Pola Nowakowska       | 181                | libero             |
|                    | Adam Grabowski        | I trener           | I trener           |
|                    | Dawid Pawlik          | II trener          | II trener          |

| AZS WSBiP KSZO Ostrowiec Świętokrzyski | AZS WSBiP KSZO Ostrowiec Świętokrzyski | AZS WSBiP KSZO Ostrowiec Świętokrzyski | AZS WSBiP KSZO Ostrowiec Świętokrzyski |
| Numer                                  | Nazwisko                               | Wzrost                                 | Pozycja                                |
| -------------------------------------- | -------------------------------------- | -------------------------------------- | -------------------------------------- |
| 1                                      | Katarzyna Brojek                       | 180                                    | atakująca                              |
| 3                                      | Kamila Ganszczyk                       | 191                                    | środkowa                               |
| 4                                      | Klaudia Grzelak                        | 186                                    | przyjmująca                            |
| 5                                      | Ralitsa Vasileva                       | 190                                    | atakująca                              |
| 6                                      | Barbara Bawoł                          | 178                                    | przyjmująca                            |
| 7                                      | Alicja Stefańska                       | 177                                    | przyjmująca                            |
| 8                                      | Marta Wójcik                           | 183                                    | rozgrywająca                           |
| 10                                     | Joanna Kuligowska                      | 181                                    | przyjmująca                            |
| 11                                     | Aneta Duda                             | 189                                    | przyjmująca                            |
| 13                                     | Małgorzata Ścibisz                     | 160                                    | libero                                 |
| 14                                     | Ewelina Tobiasz                        | 178                                    | rozgrywająca                           |
| 16                                     | Sophie Godfrey                         | 187                                    | środkowa                               |
| 17                                     | Dominika Nowakowska                    | 180                                    | libero                                 |
|                                        | Dariusz Parkitny                       | I trener                               | I trener                               |
|                                        | Rafał Dytkowski                        | II trener                              | II trener                              |

| KS Developres Rzeszów | KS Developres Rzeszów | KS Developres Rzeszów | KS Developres Rzeszów |
| Numer                 | Nazwisko              | Wzrost                | Pozycja               |
| --------------------- | --------------------- | --------------------- | --------------------- |
| 1                     | Aleksandra Kazała     | 180                   | przyjmująca           |
| 2                     | Magdalena Olszówka    | 180                   | przyjmująca           |
| 3                     | Dominika Nowakowska   | 187                   | środkowa              |
| 5                     | Magdalena Hawryła     | 190                   | środkowa              |
| 6                     | Katarzyna Warzocha    | 182                   | środkowa              |
| 7                     | Ewa Śliwińska         | 180                   | przyjmująca           |
| 8                     | Adrianna Budzoń       | 178                   | rozgrywająca          |
| 9                     | Paula Szeremeta       | 182                   | atakująca             |
| 10                    | Karolina Filipowicz   | 172                   | rozgrywająca          |
| 11                    | Paulina Głaz          | 185                   | przyjmująca           |
| 12                    | Magda Jagodzińska     | 186                   | atakująca             |
| 13                    | Paulina Filipowicz    | 167                   | libero                |
| 14                    | Kinga Stronias        | 185                   | przyjmująca           |
| 16                    | Emilia Mucha          | 186                   | przyjmująca           |
| 18                    | Lucyna Borek          | 163                   | libero                |
|                       | Marcin Wojtowicz      | I trener              | I trener              |
|                       | Stanisław Pieczonka   | II trener             | II trener             |

## Transfery
| KPS Chemik Police | KPS Chemik Police |
| Przychodzą | Odchodzą |
| --- | --- |
| - Aleksandra Jagieło (MKS Muszyna) - Agnieszka Rabka (powrót po przerwie) - Mariola Zenik (Trefl Sopot) - Sanja Malagurski (Molico Osasco) - Stefana Veljković (Galatasaray Medical Park Stambuł) - II trener Jakub Głuszak (Budowlani Łódź) - II trener Giacomo Meschieri | - Justyna Raczyńska (Nafta Piła) - Lucie Mühlsteinová (BKS Bielsko - Biała) - Agata Sawicka (Impel Wrocław) - Anna Grejman (Impel Wrocław) - Dominika Sobolska (MKS Dąbrowa Górnicza) - II trener Michal Mašek |

| Impel Wrocław | Impel Wrocław |
| Przychodzą | Odchodzą |
| --- | --- |
| - Denise Hanke (Eczacıbaşı Stambuł) - Anita Kwiatkowska (Budowlani Łódź) - Agata Sawicka (Chemik Police) - Anna Grejman (Chemik Police) - Mira Topić (Tiumeń) - Hana Čutura (NEC Red Rockets) - Berit Kauffeldt (Imoco Volley) | - Makare Wilson (koniec kariery) - Kristen Dozier (szuka klubu) - Frauke Dirickx (Rebecchi Lupa Piacenza) - Maren Brinker (Metalleghe Sanitars Montichiari) - Katarzyna Konieczna (MKS Dąbrowa Górnicza) - Dorota Medyńska (Budowlani Łódź) - Bogumiła Pyziołek (szuka klubu) - Ewelina Sieczka (Beef Master Budowlani Łódź) |

| Atom Trefl Sopot | Atom Trefl Sopot |
| Przychodzą | Odchodzą |
| --- | --- |
| - Agata Durajczyk (Budowlani Łódź) - Katarzyna Zaroślińska (MKS Dąbrowa Górnicza) - Maja Tokarska (AGIL Volley Novara ) - trener Lorenzo Micelli ( Eczacıbaşı VitrA Stambuł) - Deja McClendon (Iqtisadchi Baku) - Anna Kaczmar (MKS Dąbrowa Górnicza ) - Jana Matiasovska (Azeryol Baku) | - trener Teun Buijs (Lokomotiv Baku) - II trener Tomasz Wasilkowski (Dąbrowa Górnicza) - Mariola Zenik (Chemik Police) - Kimberly Hill (AGIL Volley Novara) - Judith Pietersen (Trabzon İdmanocağı) - Bojana Radulović (szuka klubu) - Brižitka Molnar (szuka klubu) - Natalia Gajewska (Legionovia Legionowo) - Julija Szełuchina (szuka klubu) |

| Tauron Banimex MKS Dąbrowa Górnicza | Tauron Banimex MKS Dąbrowa Górnicza |
| Przychodzą | Odchodzą |
| --- | --- |
| - trener Juan Manuel Serramalera (reprezentacja Argentyny K) - II trener Tomasz Wasilkowski (Atom Sopot) - Katarzyna Konieczna (Impel Wrocław) - Natalia Piekarczyk (AZS KSZO Ostrowiec Św.) - Gina Mancuso (Rabita Baku) - Tamara Kaliszuk (Pałac Bydgoszcz) - Dominika Sobolska (Chemik Police) - Jekaterina Zakrewskaja (CS Știința Bacău) - Marta Łukaszewska (Legionovia Legionowo) | - trener Nicola Negro (Imoco Volley - ITA) - II trener Leszek Rus (BKS Aluprof Bielsko-Biała) - Elżbieta Skowrońska (Çanakkale Belediyespor) - Marina Katić (Imoco Volley Conegliano) - / Natalia Guadalupe Brussa (River Volley Piacenza) - Sassá (Banana Boat/Praia Clube) - Katarzyna Zaroślińska (Atom Sopot) - Rachael Adams (Imoco Volley Conegliano) - Anna Kaczmar (Atom Sopot) |

| BKS Aluprof Bielsko-Biała | BKS Aluprof Bielsko-Biała |
| Przychodzą | Odchodzą |
| --- | --- |
| - trener Leszek Rus (MKS Dąbrowa Górnicza) - Patrycja Flakus (AZS Politechnika Śl. Gliwice) - Lucie Mühlsteinová (Chemik Police) - Natalia Bamber-Laskowska (powrót po urlopie macierzyńskim) - Kornelia Moskwa (SMS Sosnowiec) | - trener Mirosław Zawieracz (szuka klubu) - Karolina Ciaszkiewicz-Lach (Muszynianka Muszyna) - Marta Szymańska (Zawisza Sulechów) - Danijela Nikić (szuka klubu) - Monika Czypiruk-Solarewicz (szuka klubu) - Joanna Prokop (Karpaty Krosno) |

| Polski Cukier Muszynianka Fakro Bank BPS | Polski Cukier Muszynianka Fakro Bank BPS |
| Przychodzą | Odchodzą |
| --- | --- |
| - Danica Radenković (Schweriner SC) - Karolina Ciaszkiewicz-Lach (BKS Bielsko-Biała) - Kinga Hatala (AZS KSZO Ostrowiec Św.) - Katie Carter (VK Agel Prostejov) - Ilona Gierak (Saint-Raphaël) | - Magdalena Piątek (Legionovia Legionowo) - Aleksandra Jagieło (Chemik Police) - Emilia Mucha (Developres Rzeszów) - Marina Cvetanović (szuka klubu) - Magdalena Mazurek (szuka klubu) |

| Beef Master Budowlani Łódź | Beef Master Budowlani Łódź |
| Przychodzą | Odchodzą |
| --- | --- |
| - Dorota Medyńska (Impel Wrocław) - Gabriela Polańska (powrót po urlopie macierzyńskim) - Emilia Kajzer (Nafta Piła) - Ewelina Sieczka (Impel Wrocław) - Sanja Popović (Dinamo Moskwa) - Magdalena Damaske (SMS Sosnowiec) | - II trener Jakub Głuszak (Chemik Police) - Olha Tracz (ASPTT Miluza) - Tabitha Love (Azəryol Baku) - Noris Cabrera (Stod Volley) - Agata Durajczyk (Trefl Sopot) - Anita Kwiatkowska (Impel Wrocław) - Ewa Cabajewska (szuka klubu) |

| Siódemka SK bank Legionovia | Siódemka SK bank Legionovia |
| Przychodzą | Odchodzą |
| --- | --- |
| - Iga Chojnacka (Savino Del Bene Scandicci) - Malwina Smarzek (SMS Sosnowiec) - Klaudia Alagierska (Sparta Warszawa) - Magdalena Piątek (Polski Cukier Muszynianka Fakro Bank BPS) - Monika Bociek (Sparta Warszawa) - Daria Paszek (Nafta Piła) - Katarzyna Połeć (Pałac Bydgoszcz) - Natalia Gajewska (Trefl Sopot) - Marta Bechis (Imoco Volley Conegliano) - Katarzyna Wysocka (Pałac Bydgoszcz) - Jaimie Thibeault (Robur Tiboni Urbino-ITA) | - Anna Sołodkowicz (Zawisza Sulechów) - Olga Raonić (szuka klubu) - Anna Rybaczewski (szuka klubu) - Marta Łukaszewska (MKS Dąbrowa Górnicza) - Lauren Barfield (szuka klubu) - Kinga Bąk (szuka klubu) - Berenika Tomsia (Metalleghe Sanitars Montichiari-ITA) |

| AZS KSZO Ostrowiec Świętokrzyski | AZS KSZO Ostrowiec Świętokrzyski |
| Przychodzą | Odchodzą |
| --- | --- |
| - Marta Wójcik (bez klubu) - Dominika Nowakowska (Budowlani Toruń) - Joanna Kuligowska (PTPS Piła) - Klaudia Grzelak (SMS Sosnowiec) - Ralitsa Vasileva (OPE Rethymno-GRE) | - Natalia Piekarczyk (MKS Dąbrowa Górnicza) - Kinga Hatala (Muszynianka Muszyna) - Dorota Dydak (szuka klubu) - Małgorzata Ślęzak (szuka klubu) - Magdalena Soter (szuka klubu) |

| PGNiG Nafta Piła | PGNiG Nafta Piła |
| Przychodzą | Odchodzą |
| --- | --- |
| - Katarzyna Nadziałek (Karpaty Krosno) - Justyna Raczyńska (Chemik Police) - Marzena Wilczyńska (Engelholms Volley) - Wolha Paulukouska (ZS Politechnika Śl. Gliwice) - Veronik Skorupka (VC Wiesbaden) - Marija Milović (Luka Bar) - Klaudia Konieczna (zespół juniorek) - Anna Stencel (zespół juniorek) - Joanna Sobczak (Budowlani Łódź) | - trener Wiesław Popik (reprezentacja Polski/SMS PZPS Szczyrk) - Daria Paszek (Legionovia Legionowo) - Colleen Ward (szuka klubu) - Emilia Kajzer (Budowlani Łódź) - Magdalena Wawrzyniak (szuka klubu) - Joanna Kuligowska (AZS KSZO Ostrowiec Św.) |

| KS Pałac Bydgoszcz | KS Pałac Bydgoszcz |
| Przychodzą | Odchodzą |
| --- | --- |
| - trener Agata Kopczyk (zespoły młodzieżowe) - Patrycja Polak (Crovegli Cadelbosco - ITA) - Aleksandra Jurkojć (Energetyk Poznań) - Patrycja Tomczyk (Sparta Warszawa) | - trener Rafał Gąsior (zespoły młodzieżowe) - Agata Karczmarzewska-Pura (szuka klubu) - Paulina Głaz (Developres Rzeszów) - Tamara Kaliszuk (MKS Dąbrowa Górnicza) - Katarzyna Połeć (Legionovia Legionowo) - Monika Naczk (AZS WSBiP KSZO Ostrowiec Świętokrzyski) - Katarzyna Wysocka (Legionovia Legionowo) |

| KS Developres Rzeszów | KS Developres Rzeszów |
| Przychodzą | Odchodzą |
| --- | --- |
| - Lucyna Borek (Wisła Kraków) - Magdalena Hawryła (Nafta Piła) - Emilia Mucha (Muszynianka Muszyna) - Kinga Stronias (SMS PZPS Sosnowiec) | - Barbara Adamska (Silesia Volley) - Paulina Peret (zakończenie kariery) - Anna Myjak (AZS Opole) - Izabela Cieśnik (Sparta Warszawa) - Gabriela Mazur (Sparta Warszawa) |